# Style parental
Vous lisez un « bon article » labellisé en 2016.

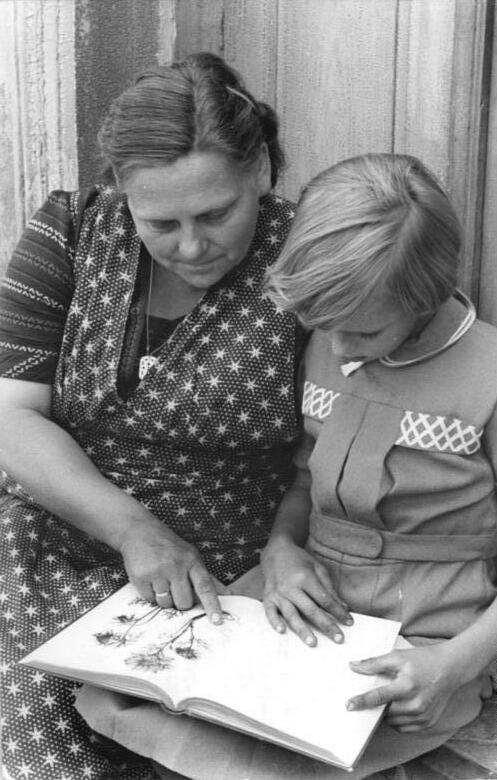
Une mère et sa fille.

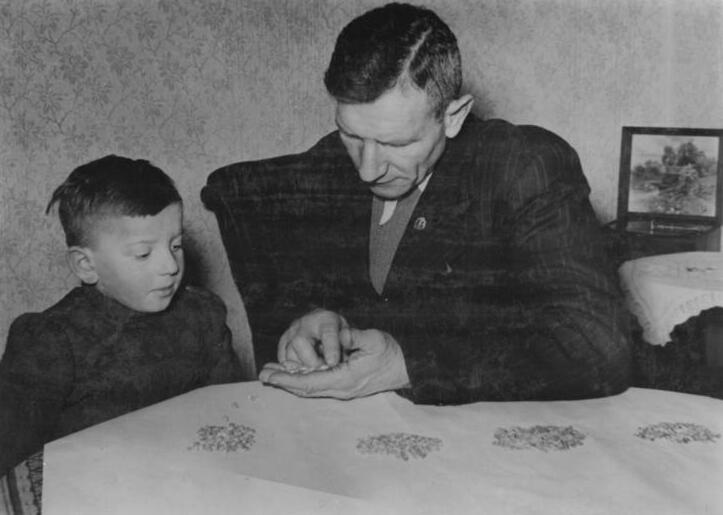
Un père et son fils.

Le style parental est un concept de la psychologie qui désigne les conduites ou groupes de conduites que les parents utilisent pour élever leur enfant et qui influencent les résultats de l'enfant.
Plusieurs théories et beaucoup d'opinions ont été avancées sur les meilleurs moyens d'élever des enfants. Les théories sont influencées par les contextes historiques et culturels ainsi que par les idéologies sur l'enfance. Succédant aux écrits de John Locke en 1693 au Royaume-Uni, qui prône l'éducation et la discipline raisonnée, et de Jean-Jacques Rousseau qui au contraire condamne l'intervention excessive des adultes dans la vie enfantine, nombre de philosophes, puis éducateurs, médecins psychiatres, psychologues ou journalistes-écrivains ont publié leurs opinions sur les conduites parentales qu'ils pensaient optimales pour le développement de l'enfant.
La psychanalyse, les recherches sur l'attachement, puis les recherches empiriques des premiers psychologues du développement ont mis en évidence des relations systématiques entre l'affection parentale et le contrôle parental, d'une part, et les comportements et réussites ultérieurs des enfants d'autre part. Les travaux de Diana Baumrind, débutés dans les années 1960, et la typologie mise en évidence, complétée par Maccoby et Martin (1983), sont les plus souvent cités. Selon Baumrind, les styles parentaux décrivent comment les parents réagissent (leur réactivité ou sensitivité) et ce qu'ils exigent (contrôles et exigences) de leurs enfants. Ses recherches mettent en évidence que les parents qui offrent à leurs enfants suffisamment de soutien (anglais : nurture) et d'indépendance tout en faisant preuve d'une certaine fermeté (ou contrôle) de leurs comportements, ont des enfants qui ont de meilleurs résultats dans plusieurs domaines. Dans le domaine de la psychopathologie et de la psychiatrie, des typologies de style parentaux sont également proposées : parents abusifs, parents narcissiques, parents surprotecteurs ou « parents hélicoptères ».
Des questionnaires et méthodes d'observations systématiques ont été développés pour évaluer les styles parentaux. Vers le milieu des années 1980, des études longitudinales ont été mises en place pour comprendre l'influence des styles parentaux dans le long terme. La validité interculturelle du modèle, souvent critiquée, a fait l'objet d'études à partir des années 1990. Malgré l'étendue des recherches sur le style parental, de nombreuses questions restent posées.

## Définitions

### Quand parle-t-on de style parental?

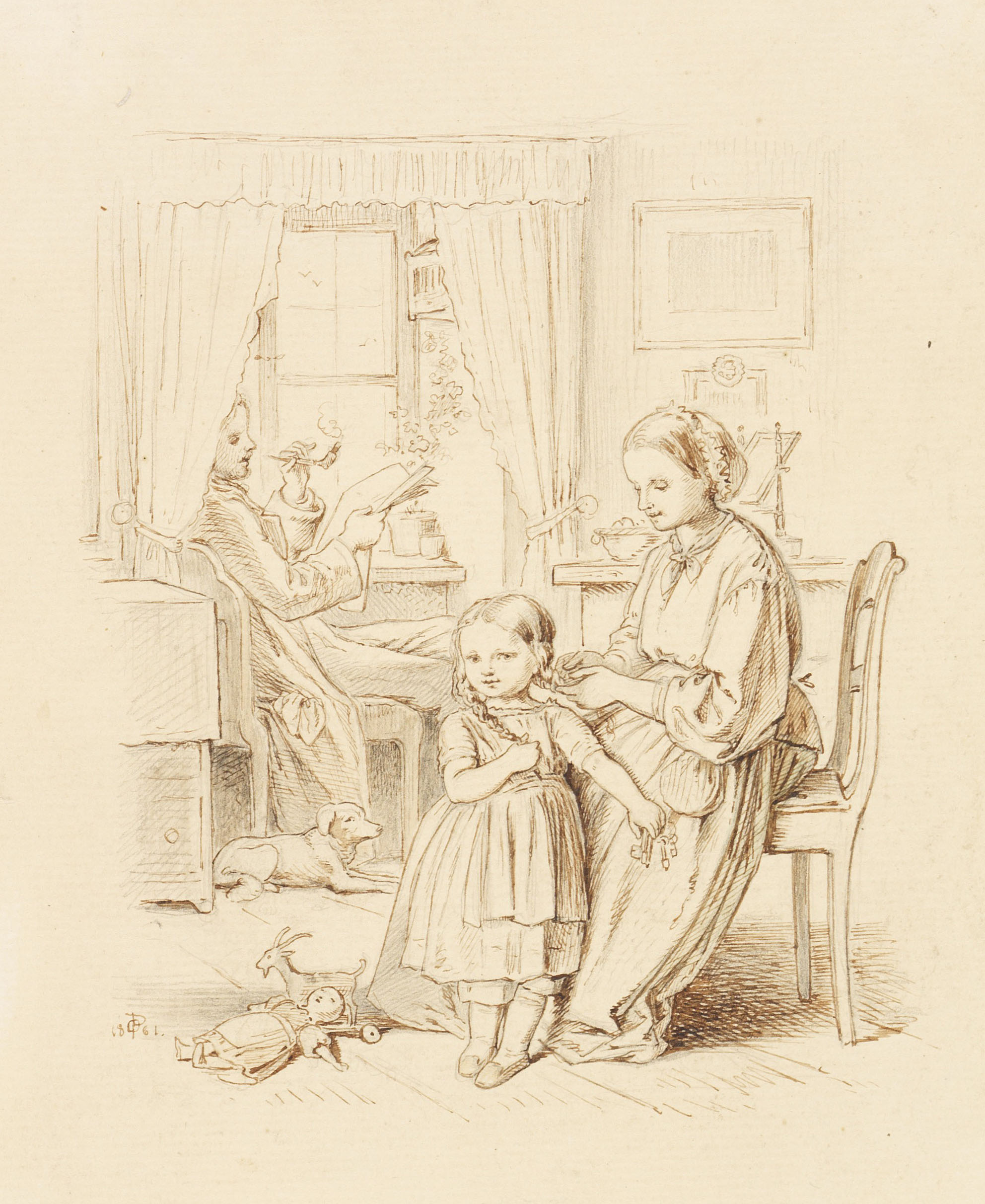
Interaction entre des parents et leur fille. Oscar Pletsch, 1861

Le développement de l'enfant, de sa naissance à l'âge adulte, exige des parents une grande adaptation. Être un bon parent exige de guider, soutenir, être aimant, mais aussi discipliner et imposer des limites à l'enfant. Obtenir l'équilibre entre ces exigences est difficile, d'autant que l'enfant change sans cesse en grandissant. L'enfant doit  être très protégé au départ, mais doit aussi gagner en indépendance pour devenir un adulte mature et autonome, ce que les parents doivent aussi encourager tout en le protégeant. Pendant la première année de vie du nourrisson, les parents essaient de s'ajuster à un nouveau mode de vie qui consiste à s'adapter à leur enfant et à s'attacher fortement à leur nouveau bébé. Cette relation entre parent et enfant est décrite par le concept d'attachement. Par la suite, la scolarisation confronte les enfants à un milieu où de nouvelles règles sont en place, de nouveaux moyens disciplinaires employés, un milieu où l’autodiscipline devient nécessaire, où l'enfant doit socialiser avec ses pairs et avec de nouveaux adultes, et pour cela, s'adapter à de nouvelles normes et conventions sociales. À l'adolescence, les parents rencontrent de nouveaux défis lorsque leur enfant cherche à développer son indépendance. Le style parental influence les résultats des enfants à toutes ces étapes de développement.
Le style parental désigne les « patterns » ou régularités qui décrivent les pratiques courantes d'un parent envers son enfant pour le guider et l'encadrer dans son développement. En effet, alors que certaines conduites parentales spécifiques sont largement commentées et étudiées (par exemple discipliner son enfant en utilisant la gifle ou la fessée, ou bien faire la lecture à son enfant le soir), beaucoup de chercheurs ont remarqué que c'est l'ensemble des conduites et leurs patterns généraux qui influencent le bien-être de l'enfant et qui créent un milieu général, ou « style ». La compréhension de ce contexte général est nécessaire et les études qui ne prennent en compte que certaines pratiques disciplinaires spécifiques ne sont pas suffisantes pour expliquer l'influence des parents sur leurs enfants,,,. La plupart des chercheurs qui travaillent sur ce thème s'appuient sur le concept de style parental tel que décrit par Diana Baumrind.
Dans sa revue de la littérature, Christopher Spera (2005) cite Darling et Steinberg (1993) qui suggèrent qu'il est important de bien comprendre les différences entre les styles parentaux et les pratiques parentales : « Les pratiques parentales sont définies comme les comportements spécifiques que les parents mettent en œuvre pour socialiser leurs enfants », tandis que le style parental réfère au « […] climat émotionnel dans lequel les parents élèvent leurs enfants ». Darling le décrit comme le « milieu parental général ». Selon Bergonnier-Dupuy, Join-Lambert et Durning, le « style parental réfère à un ensemble d'attitudes qui sont communiquées à l'enfant et qui crée un climat émotif à travers lequel les comportements parentaux sont exprimés ».

### Autres concepts proches
La parentalité est un terme général qui englobe tous les aspects et conséquences du fait d'être parent, la condition de parent et les fonctions de parent. On parle de parentalité chez l'animal, en médecine, en droit, etc. (en anglais parenthood).
Le degré auquel l'éducation de l'enfant fait partie de la parentalité est un autre sujet de débat : on parle alors d'éducation familiale pour référer à la transmission de savoirs, connaissances ou savoir-faire dans le cadre de la famille.
Les parents diffèrent aussi quant à leur investissement parental : le temps et l'effort qu'ils sont prêts à investir.
Les parents peuvent recevoir une éducation parentale pour améliorer leurs pratiques.

## Histoire des courants philosophiques, idéologiques et scientifiques ayant influencé les styles parentaux

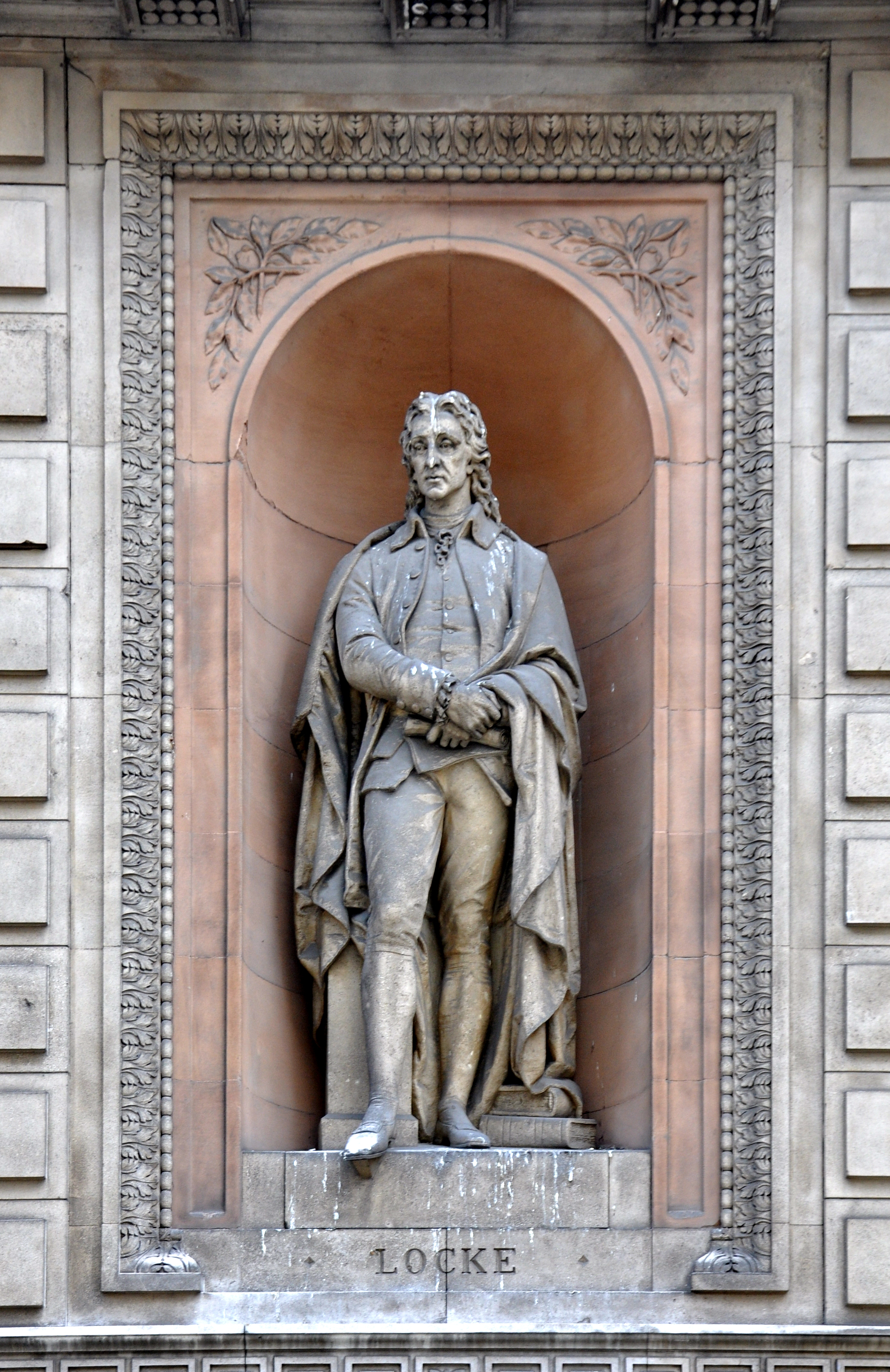
Statue de John Locke (Londres).

### Du Siècle des Lumières à la fin duXVIIIesiècle
Au siècle des Lumières, les ouvrages de deux philosophes ont largement influencé l'éducation des enfants en Europe. Dans Pensées sur l'éducation (1693), John Locke, philosophe, médecin et défenseur de l'approche empiriste, pose les fondements de l'enseignement de la pédagogie. Il décrit l'esprit de l'enfant comme une tabula rasa et souligne l'importance des expériences pour le développement de l'enfant. Ce développement passe par le développement d'un corps harmonieux, la formation d'un caractère vertueux et le choix d'un curriculum académique approprié. Il donne de nombreux conseils aux parents pour leur permettre de développer la pensée rationnelle de leur enfant, les met en garde contre les punitions qui ne sont pas expliquées et toutes formes de châtiment corporel. Son ouvrage est reconnu comme l'un des plus influents du siècle des Lumières en Europe : il est traduit en français et néerlandais avant la fin du XVIIe siècle, puis en allemand, italien et suédois au siècle suivant,,.

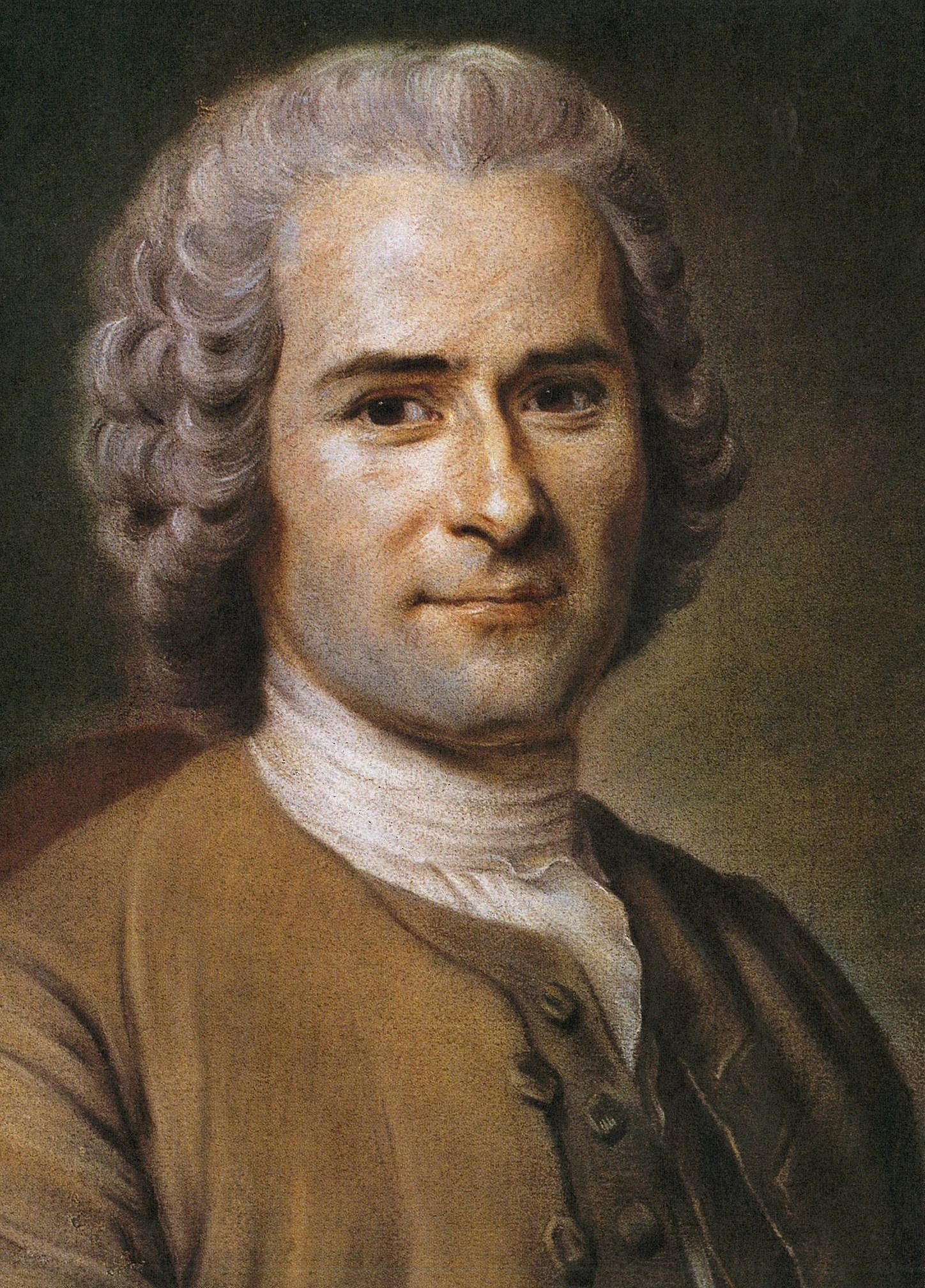
Jean-Jacques Rousseau (1712-1778). Pastel de Quentin de La Tour, 1753

Le second ouvrage est Émile ou De l'éducation, publié par le philosophe Jean-Jacques Rousseau en 1762. Dans cet ouvrage, Rousseau propose l'idée que l'éducation précoce repose plus sur les interactions de l'enfant avec le monde et moins sur les livres,. Il met en lumière sa vision de ce que doit être l'éducation d'un enfant. Il précise ainsi :

« L’éducation doit être au service de l’homme lui-même, sans idée préconçue, attentive au potentiel de chacun. Car l’Homme est naturellement bon, et c’est donc en prenant pour modèle l’Enfant, dans un environnement au plus proche de la Nature, qu’on peut espérer en faire un adulte libre et responsable. »

— Jean-Jacques Rousseau, Émile ou De l'éducation, 1762.
Rousseau a une position plus proche du mouvement « Slow » ou laisser-faire (voir ci-dessous), tandis que Locke serait plus proche des pratiques parentales décrites comme l'érudition concertée ou la culture concertée, (voir ci-dessous).

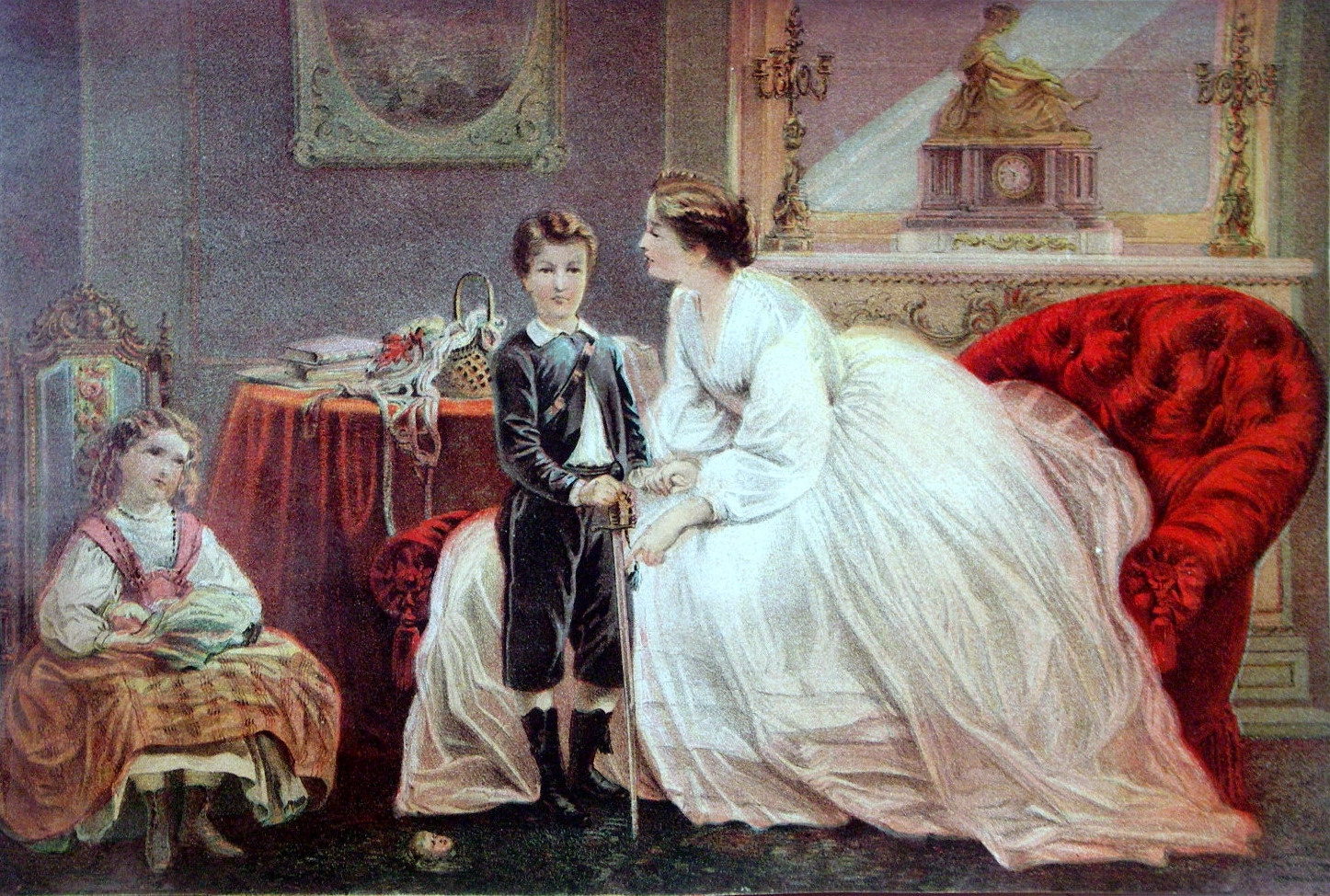
Une mère réprimande verbalement son jeune fils. Angleterre, 1885

Depuis les écrits de Locke, les manuels visant à éduquer les parents se sont multipliés en Europe occidentale. Locke met en garde contre les châtiments corporels, qui restent malgré cela une pratique courante au XVIIIe siècle. Avant lui, Érasme s'était également insurgé contre les mauvais traitements dont les enfants étaient victimes au nom de l'éducation, mais les écrits de Locke ont beaucoup plus d'influence. L'historien Hugh Cunningham illustre le décalage entre idées et pratiques, en citant l'écrivain James Boswell, cultivé et ouvert aux nouvelles idées humanistes sur l'éducation. Malgré ses idées progressistes, James Boswell décrit et justifie, dans son journal intime, avoir battu très sévèrement son fils de trois ans parce que celui-ci a dit un mensonge.
Néanmoins, les écrits de Locke influencent fondamentalement certaines pratiques parentales dans le courant du XVIIIe siècle : les mères se sont rapprochées de leur enfant, l'allaitement par la mère (et non par une nourrice) a été grandement encouragé par des médecins influents de l'époque ; les nourrices ont petit à petit disparu durant cette époque, ainsi que l’emmaillotement des nourrissons (on note une augmentation spectaculaire de 30 % sur la survie des bébés de 1750 à 1775 en Angleterre, qu'il est possible d'attribuer en partie à ces changements). Les relations parent-enfant semblent être devenues plus ouvertement affectueuses.
Le XVIIIe siècle est donc l’époque où les parents commencent à se préoccuper et à se soucier de leur influence sur leurs enfants, un souci qui n'a d'équivalent qu'aux XXe et début du  XXIe siècle. Les enfants deviennent beaucoup plus surveillés. Plus gâtés également, ce que Locke dénonce déjà à son époque. Paradoxalement, le commerce des jouets fleurit après Locke, car les jouets se sont vendus avec la promesse qu’ils aidaient au développement de l’enfant en facilitant leurs apprentissages. La littérature pour enfants prend son essor à cette époque au Royaume-Uni, accompagnée de nombreux débats sur les lectures bénéfiques ou inappropriées aux jeunes.
Ce nouvel intérêt pour la période de l'enfance est également notable dans les autobiographies : des auteurs parlent désormais de leur enfance de manière beaucoup plus approfondie, cherchant dans leur enfance des clefs de leur compréhension de soi, ce que la psychanalyse poursuivra plus d'un siècle plus tard,.

### LeXIXesiècle

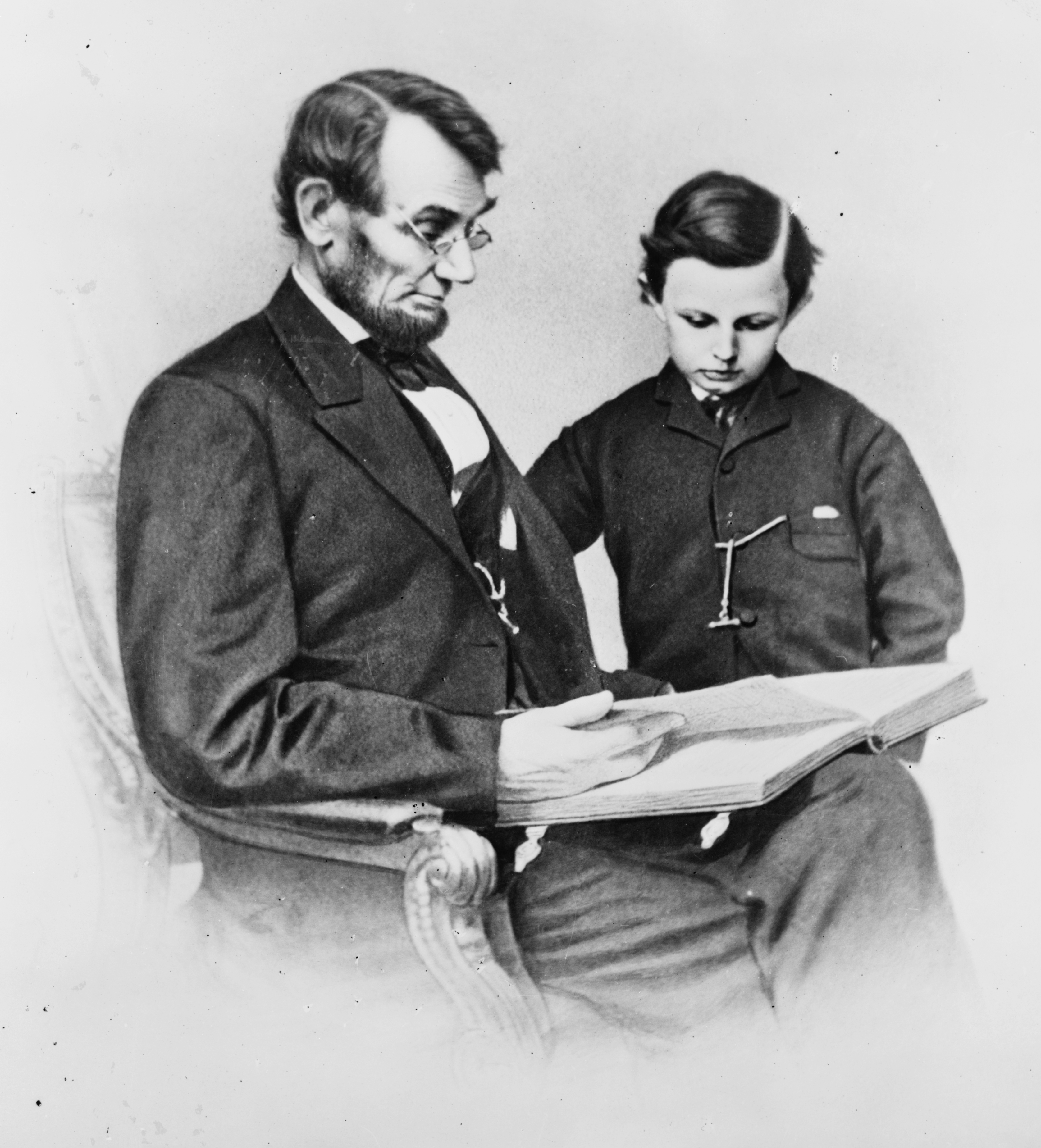
Le président américain Abraham Lincoln et son fils.

Vers le milieu et la fin du XVIIIe siècle commence la révolution industrielle. Les enfants de familles riches sont entourés et choyés par des gouvernantes et autres personnes affectées à leur éducation. Les enfants de milieux pauvres, au contraire, sont les victimes de l'industrialisation et de l'urbanisation très rapides en Europe : beaucoup sont exploités dès le plus jeune âge sur les lieux de travail tels que les usines et mines de charbon. Le mouvement romantique présente l'enfance comme une période idéalisée où les caractéristiques enfantines, telles que l'innocence et la naïveté, sont valorisées et regrettées. Cette valorisation de l'enfance est nouvelle. Les romans de Charles Dickens mettant en scène de jeunes enfants remportent un succès immédiat. Les fantaisies et contes de fées sont publiées et remportent un grand succès (notamment des ouvrages tels que Les Aventures d'Alice au pays des merveilles, les Contes d'Andersen) : les mondes de l'enfant et de l'adulte se différencient définitivement.
La psychanalyse naît à la fin du XIXe siècle et, au début du XXe siècle, les théories de la psychanalyse vont rendre la position des parents plus complexe que jamais. En effet, avec la psychanalyse, les termes de complexe d'Œdipe ou de complexe d'infériorité, et autres concepts liés aux troubles psychologiques durant l'enfance, entrent dans le langage courant. Les parents commencent à s'inquiéter pour leur enfant et à chercher auprès des spécialistes des réponses à leurs préoccupations : quelle est la meilleure manière d'élever un enfant ? Les problèmes du «pipi au lit» ou de l'enfant qui n'arrête pas de sucer le pouce, deviennent des préoccupations : il ne s'agit plus seulement de problèmes de comportement relevant de la discipline, mais de symptômes qui pourraient indiquer des problèmes psychologiques sous-jacents. L'angoisse des parents augmente donc à cette période, ainsi que la recherche de réponses auprès des spécialistes. Les travaux expérimentaux et les observations systématiques de John Bowlby, et de Mary Ainsworth au siècle suivant, démontrent l'impact d'un attachement sécurisant à un âge très précoce sur le développement émotionnel et social des enfants. L'importance de l'affection montrée à l'enfant est un concept important dans les modèles des styles parentaux développés par la suite.

### Au début duXXesiècle

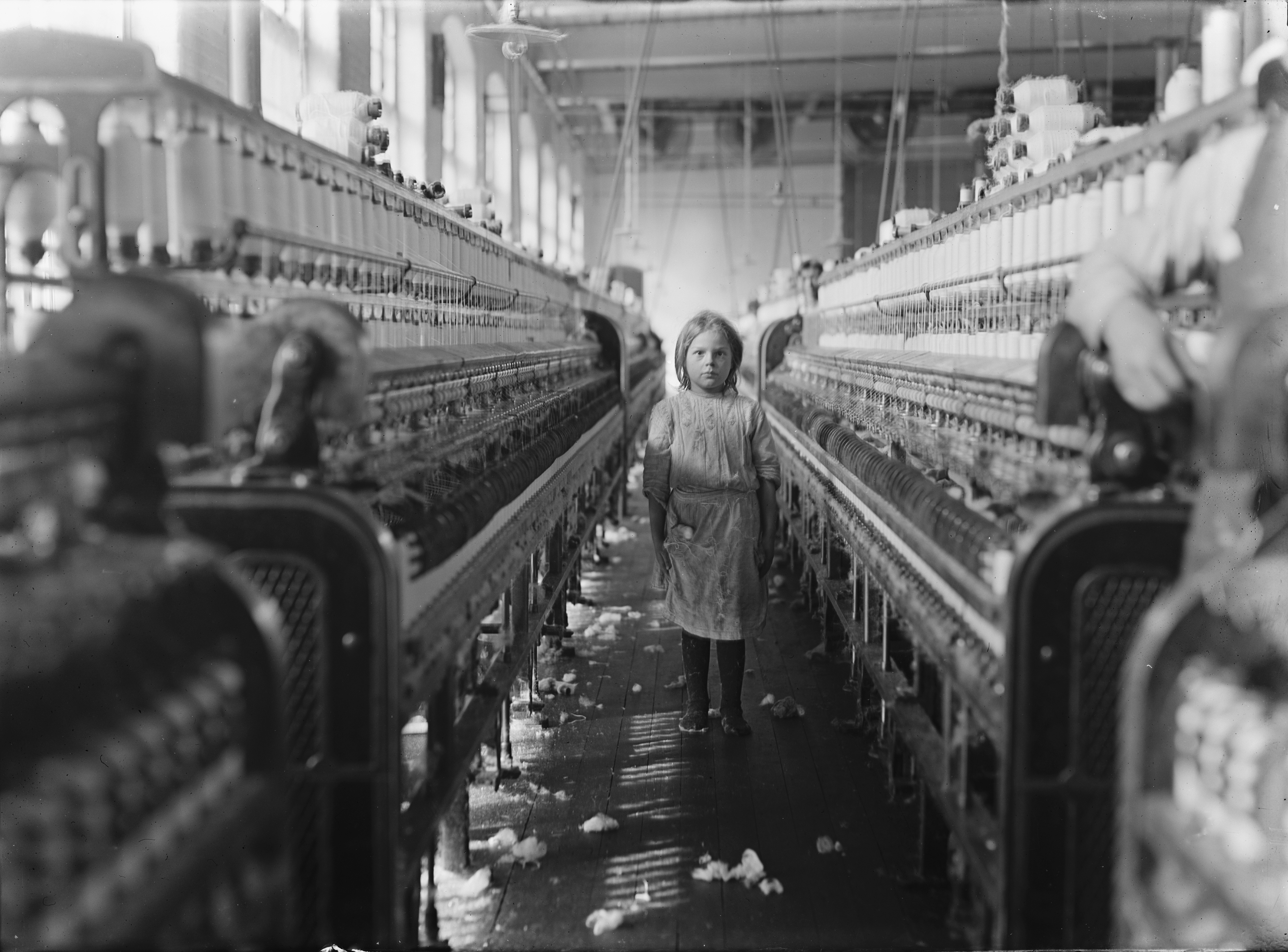
Jeune enfant travaillant illégalement dans une filerie pour soutenir sa famille financièrement (États-Unis, 1908).

Le XXe siècle marque un tournant dans l'histoire des relations parents-enfants sous de nombreux aspects. Les filles, dont l'éducation scolaire avait été encore plus négligée que celle des garçons, voient leur statut social s'améliorer. La durée de scolarisation s'allonge et le travail de l'enfant diminue drastiquement en occident. L'enfant reste au domicile parental plus longtemps et apparaît alors la notion d'adolescence, née de l'extension de la scolarisation. La discipline s'adoucit. Vers 1930, les experts internationaux partagent presque unanimement l'opinion que la punition corporelle fait plus de mal que de bien. Plusieurs décennies passeront avant que la pratique des châtiments corporels ne soit interdite dans les écoles (en 1982 au Royaume-Uni). Les cas présentés devant les cours de justice ont cependant considérablement diminué entre le début et le milieu du XXe siècle (données du Royaume-Uni).

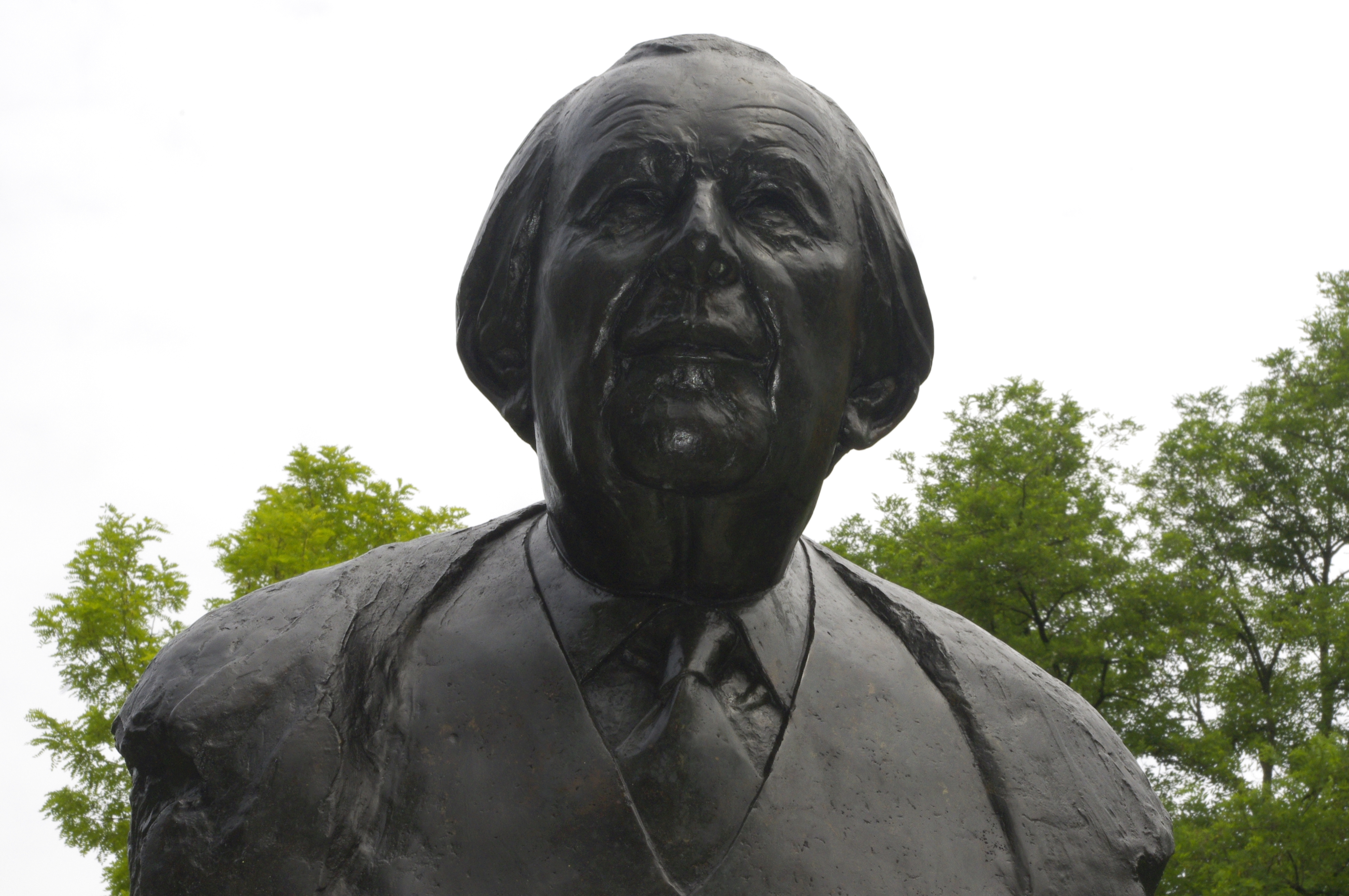
Buste de Jean Piaget (1896-1980).

Vers le milieu du XXe siècle, la psychologie scientifique prend son essor et les premiers travaux qui fondent la psychologie du développement commencent à être publiés.
La théorie du développement cognitif développée par Jean Piaget, l'un des fondateurs de la psychologie du développement, décrit comment les enfants se représentent et raisonnent sur le monde dès leur plus jeune âge. Sa théorie développementale en stades, ou paliers d'acquisition, décrit comment, à chaque étape, l'enfant transforme son mode de pensée en s'appuyant sur le précédent pour s'adapter de mieux en mieux à son environnement : l'intelligence commencerait donc à se construire dès la naissance, grâce aux interactions du nourrisson ou du jeune enfant avec le monde physique. Piaget a été un pionnier dans le domaine du développement cognitif et moral de l'enfant. Ses théories ont été largement reprises, validées, critiquées et complétées par le mouvement des néo-plagétiens (en), la psychologie du développement, la psychologie cognitive, la psychologie du développement moral. Piaget a beaucoup influencé les théories de l'éducation ainsi que les pratiques des éducateurs, des professeurs, de même que celles des parents.

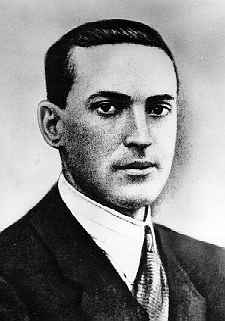
Lev Vygotsky (1896-1934).

Vers la même époque, plusieurs psychologues vont observer le développement intellectuel, linguistique ou cognitif de l'enfant et notent l'importance de l'interaction entre le jeune enfant et son environnement. La théorie du développement socioculturel de l'enfant développée par Lev Vygotski repose également sur l'idée que l'enfant participe à son propre développement dans ses interactions avec l'environnement (de ses parents, fratrie, professeurs, pairs…). Il utilise le concept de « collaboration active » et décrit la « zone proximale de développement », distance entre ce que l'enfant sait déjà et le niveau qu'il doit atteindre pour accéder à une connaissance supérieure. Ce sont les « guides », adultes ou enfants plus âgés, qui l'aident à accéder à ces nouveaux apprentissages. Ces guides lui fournissent des outils psychologiques (le plus important étant le langage) pour développer son intelligence et des activités mentales de plus en plus complexes.

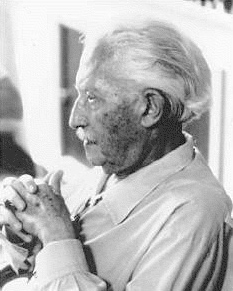
Le psychanalyste allemand Erik Erikson (1902-1994).

Dans le domaine du développement de la personnalité de l'enfant (développement émotionnel et social), le rôle de l'environnement sur le développement de l'enfant commence également à être observé systématiquement dans la période de l'après-guerre. Le psychanalyste et psychologue du développement Erik Erikson a réalisé des observations sur des adolescents troublés et des enfants amérindiens aux États-Unis. Ses observations et son expérience personnelle de l'immigration l'ont amené à élaborer une théorie du développement psychosocial dans laquelle les valeurs parentales et sociales influencent fortement le développement de la personnalité de l'enfant. Le rôle des parents est déterminant à chaque étape de ce processus de développement. Les parents peuvent choisir des styles de parentalité ou styles parentaux appropriés à chaque étage en aidant ainsi leur enfant à traverser l'étape, en l'encourageant et en le guidant.
Aux États-Unis, le béhaviorisme met en évidence l'importance primordiale de l'environnement sur les apprentissages. Dans le courant dit néobehavioriste (en) (qui reconnaît l'importance de la pensée sur l'apprentissage issu du conditionnement), le psychologue Albert Bandura a été à l'origine de la théorie de l'apprentissage social ou apprentissage par observation (cf. Théorie sociale cognitive). Les observations de Bandura montrent comment l'enfant et l'adolescent imitent les modèles observés dans leur environnement lorsque ces conduites paraissent récompensées, ou les évitent lorsque ces conduites leur paraissent entraîner des conséquences désagréables. Les choix de ses modèles développent chez l'enfant son sentiment d'efficacité personnelle (ou auto-efficacité), fondation de la motivation et du bien-être.
Ces différents mouvements théoriques et ces approches diverses (expérimentales, observationnelles, cliniques) donnent naissance à de nombreuses recherches en psychologie. Dans la seconde moitié du XXe siècle, les données s'accumulent pour raffiner ces modèles et de nouvelles théories naissent, validant le rôle important des parents dans le développement intellectuel, émotionnel et social de l'enfant. Des chercheurs de plus en plus nombreux s'intéressent à cette question qui influence de façon grandissante les techniques d'éducation (parentales et scolaires). Par exemple, Rudolf Dreikurs, psychiatre et éducateur (1897-1972), souligne l'importance d'établir un style démocratique dans la famille, d'y adopter la méthode des conseils de famille périodiques et, en même temps, d'éviter la punition,,.

### Des années 1960 à la fin duXXesiècle

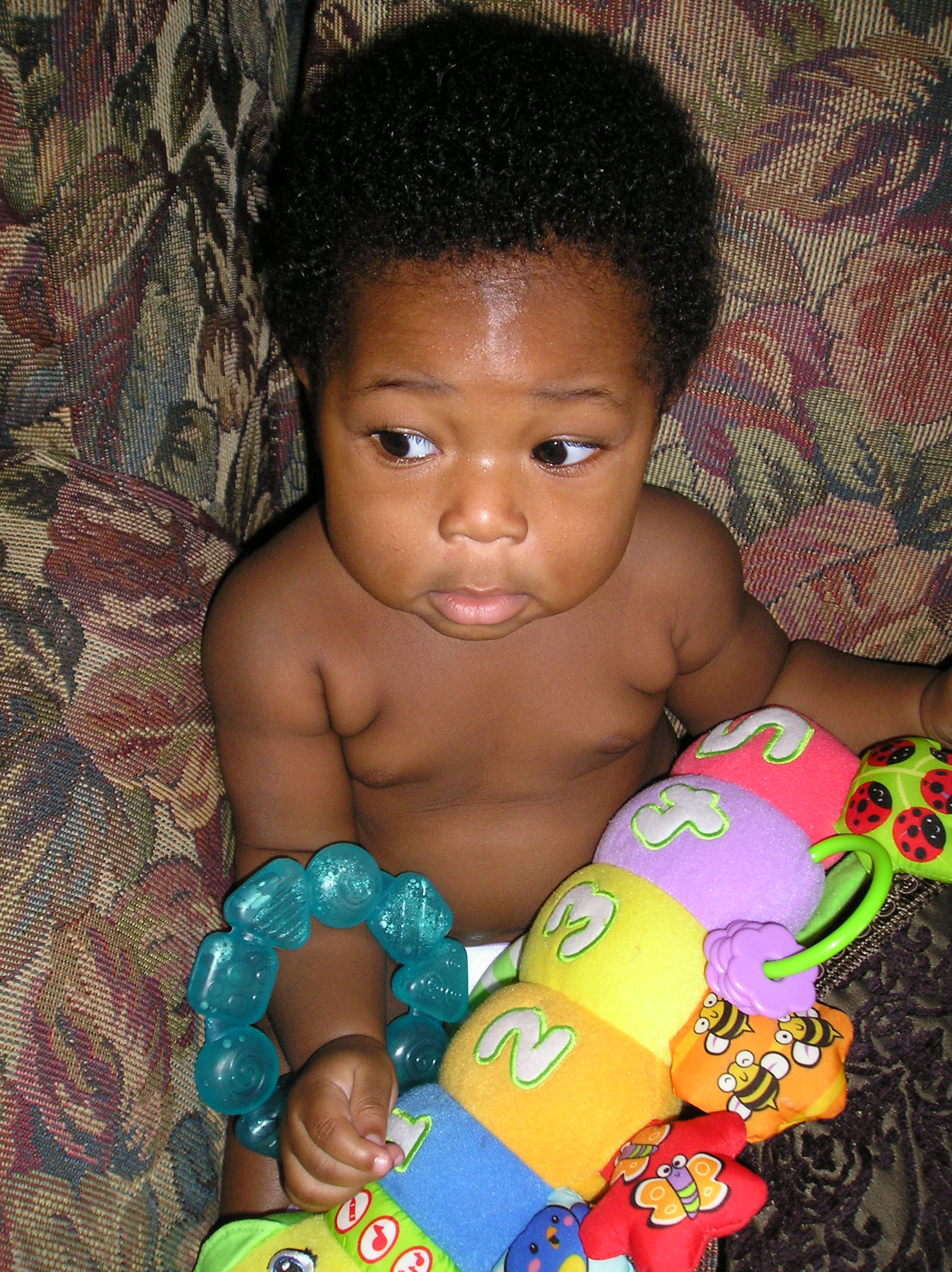
Jouet d'éveil (XXe siècle).

Avec la légalisation des moyens contraceptifs vers la fin des années 1960, les enfants sont moins nombreux et le confort et l'espace augmentent dans les maisons : les enfants passent moins de temps dans les rues et plus de temps à la maison. Ne pas laisser ses enfants aller jouer dans les rues devient un signe de respectabilité. Les programmes pour enfants à la radio puis à la télévision se multiplient. Les enfants passent donc beaucoup plus longtemps à leur domicile, tandis qu'au début du XXe siècle, les enfants jouaient dans la rue plus souvent que dans leur maison ou appartement. La supervision parentale s'accentue.
Au milieu du XXe siècle se produit un autre changement très important dans l'histoire de l'enfance. Pour la première fois, les parents commencent à espérer et souhaiter que leurs enfants auront un meilleur niveau de vie et un meilleur bien-être social que les leurs : ils peuvent leur payer ce qu'ils n'ont pas pu avoir eux-mêmes. Les enfants ne sont plus vus comme une source de revenu supplémentaire. Au contraire, ils deviennent des consommateurs. Pour la première fois dans l'histoire, l'argent qui allait autrefois des enfants vers la famille (parfois dès l'âge de sept ans), va désormais des parents vers les enfants jusqu'à un âge avancé (adolescents et jeunes adultes restant au domicile parental). Ce phénomène est nommé la « sacralisation de l'enfance » par la sociologue et économiste Viviana Zelizer. Les enfants, garçons comme filles, ont beaucoup plus de pouvoir sur leurs parents et un droit de parole impossible à imaginer dans les siècles antérieurs. Alors que les enfants restent de plus en plus longtemps à la maison parentale pour des raisons économiques (leur entrée dans la vie active étant de plus en plus retardée), la communication entre parent et enfant s'améliore. Des thèmes intimes, comme l'hygiène ou la sexualité, ne sont plus tabous, ou le sont moins.
Pendant que ces changements ont lieu dans les sociétés occidentales, les recherches systématiques s'organisent et appuient de plus en plus l'hypothèse d'un lien entre pratiques parentales et résultats observés chez les enfants. En 1964, Wesley Becker publie une revue de questions sur les types de disciplines utilisées par les parents, suivie par les revues de Walters et Grusec en 1977 ainsi que de Rollins et Thomas en 1979,,. Les recherches et le travail séminal de Diana Baumrind, décrits en détail ci-dessous, s'inscrivent dans ce nouveau courant de recherche.

### Années 1990 et début duXXIesiècle

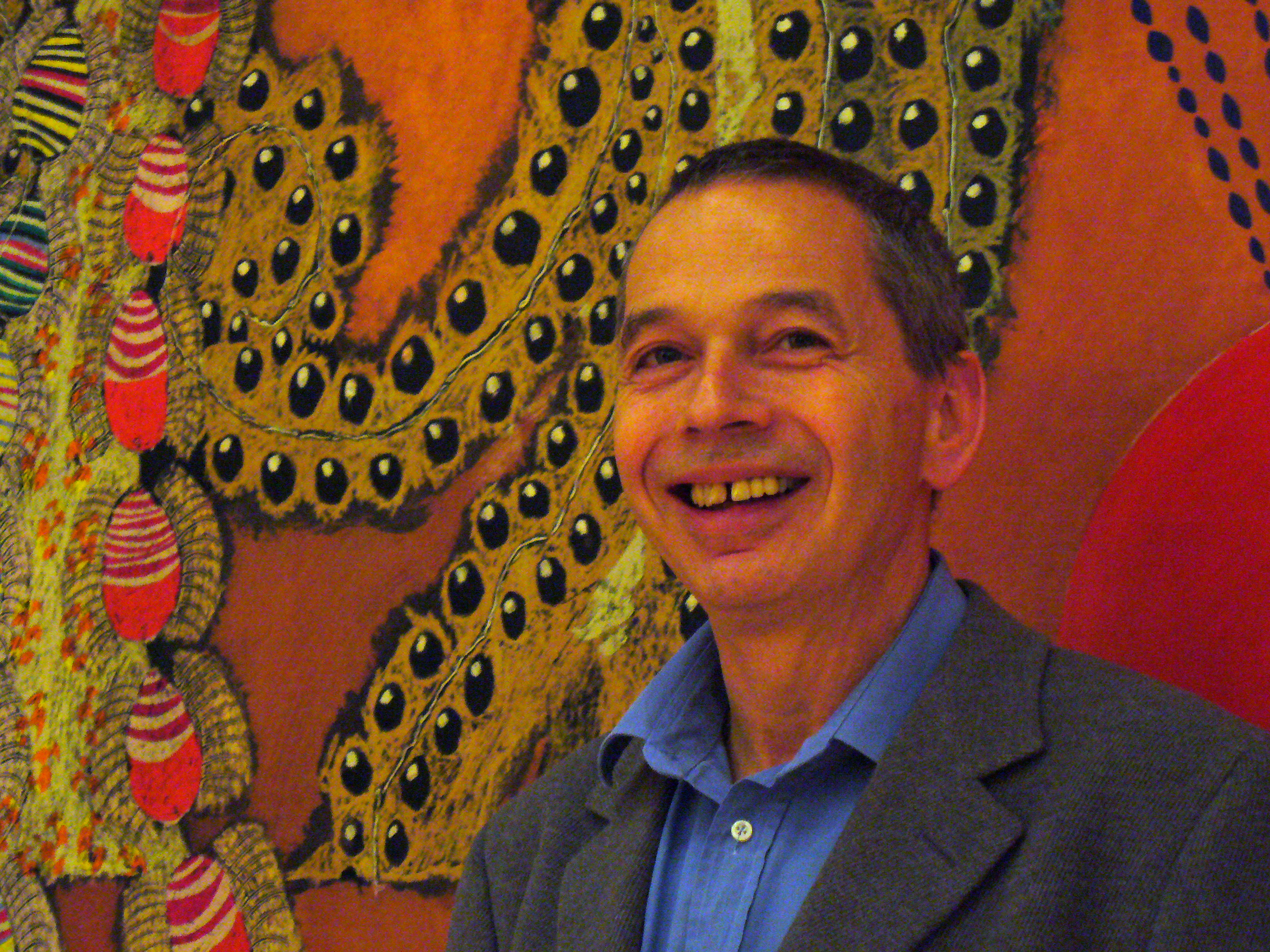
Le sociologue Frank Furedi.

Au début du XXIe siècle, plusieurs courants de pensée sur les styles parentaux optimaux continuent à exister et à s'opposer dans les milieux de l'éducation parentale.
Des mouvements de pensée naissent, qui cherchent à limiter la préoccupation des parents ou le pouvoir donné aux enfants, jugés excessifs. Par exemple, en 1998, Judith Rich Harris publie un ouvrage dans lequel elle fait valoir que les preuves scientifiques, en particulier la génétique comportementale, ont montré que toutes les différentes formes de parentalité n'ont pas d'effets significatifs sur le développement des enfants, excepté dans les cas graves de maltraitance ou de négligence envers les enfants,. Selon elle, les effets de différentes formes de parentalité ne sont que des illusions alors que leurs causes relèvent de l'hérédité, de la culture au sens large (au-delà des parents) et du fait que les enfants eux-mêmes influencent la façon dont leurs parents les traitent. Le journaliste Tim Gill (en) exprime également sa préoccupation de l'aversion excessive au risque des parents ou éducateurs. Selon lui, cette aversion limite les possibilités pour les enfants de développer suffisamment des compétences adultes, comme la gestion du risque, et limite aussi les activités audacieuses et imaginatives.
Dans la même ligne de pensée, le sociologue Frank Furedi critique ce qu'il nomme le « déterminisme du bébé »— c'est-à-dire les théories qui suggèrent que la vie d'une personne est déterminée par ce qui se passe au cours de sa petite enfance. Il soutient qu'il n'existe que peu ou pas de preuves de cette assertion. Très engagé politiquement, il critique la société de la peur et défend l'idée que les groupes commerciaux, gouvernementaux et autres groupes d'intérêt, sont à l'origine de l'augmentation de l'inquiétude parentale. Les affirmations extrêmes de ce sociologue britannique ont cependant été contestées.
Ces positions restent minoritaires, car les recherches sur le thème des styles parentaux se développent. De plus, les programmes d'éducation parentale se multiplient dans les médias, reprenant souvent les concepts et typologies des styles parentaux inspirés des typologies de Baumrind, Maccoby et Martin.

## La typologie des styles parentaux de Diana Baumrind

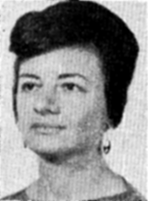
Diana Blumberg Baumrind, en 1965.

Diana Baumrind, psychologue clinicienne et chercheur en psychologie du développement, a initié des études scientifiques sur les styles parentaux en s'intéressant aux rapports entre les conduites parentales et les comportements des enfants (1971, 1996),. Ses résultats sont connus sous le nom de typologie des styles parentaux de Baumrind. La grande majorité des recherches sur le milieu parental se réfère aux styles parentaux de Baumrind.
Le point de départ de Baumrind était d'observer les déviations normales dans les conduites parentales de familles sans problèmes notables. Ses observations n'avaient pas pour objectif d'étudier les conduites déviantes qui sont observées dans les foyers violents ou maltraitants par négligence.

### Influences théoriques
Plusieurs théoriciens ont fait l'hypothèse que pour comprendre l'influence des parents sur les résultats des enfants, l'étude des conduites parentales particulières était insuffisante. L'approche psychodynamique (Freud, Rogers) suggère que les sentiments des parents influencent les enfants. Les premiers modèles théoriques de l'époque étaient unidirectionnels : les émotions impliquées dans les relations parent-enfant expliquaient les attitudes, qui influençaient les comportements. Les travaux initiés par John Bowlby puis Mary Ainsworth, autour de la théorie de l'attachement, valident la notion de l'importance des liens affectifs précoces entre le parent (souvent, mais pas exclusivement, la mère) et le nourrisson puis le jeune enfant,,. Un ensemble considérable d'études a montré que les nourrissons et jeunes enfants ayant développé un attachement sécurisant ont moins de risques de développer des troubles émotionnels et du comportement dans la suite de leur développement,,.
Vers la même époque, les néo-behavioristes (théories de l'apprentissage social) focalisent leurs efforts sur les mesures des comportements parentaux et sur des pratiques parentales spécifiques, tentant de dégager ainsi des régularités statistiques sur la base d'analyses factorielles.
Bien que les chercheurs partent de points de vue différents, il est remarquable que deux dimensions plus ou moins semblables semblent toujours apparaître dans ces premiers modèles. La première dimension, déjà soulignée par Freud ou Rogers, renvoie aux émotions, elle est appelée, selon les auteurs : acceptation/rejet, chaleur émotionnelle/hostilité, ou amour/hostilité. La seconde dimension relève du contrôle (Watson, 1928), elle est dénommée dominance/soumission, autonomie/contrôle, détachement/engagement, ou permissivité/sévérité,,,,. Malgré les différentes appellations, la similarité entre ces deux dimensions est grande. Par ailleurs, un consensus commence à apparaître : les enfants qui ont de meilleurs résultats (sociaux, coopératifs, stables émotionnellement, honnêtes, etc.), viennent le plus souvent de familles leur donnant de l'affection et des limites claires et rationnelles,,. Ce modèle est orthogonal : deux dimensions relativement indépendantes sont en jeu. Il en résulte un modèle dit circomplexe : quatre styles parentaux peuvent être décrits, selon les scores sur chacune des deux dimensions,.

### Nouveauté de l'approche théorique de Baumrind
Diana Baumrind aborde le problème avec une approche nouvelle sur plusieurs points. Sur un plan méthodologique et théorique, elle intègre dans son approche les mesures de processus émotionnels et comportementaux en s'inspirant de techniques utilisées par la sociologie pour mesurer les systèmes de croyance des parents dans le contexte de leurs conduites parentales. Sur le plan conceptuel, elle n'utilise pas les deux dimensions indépendantes, mais utilise seulement la notion de contrôle. Cependant, elle donne une nouvelle interprétation à cette dimension : le contrôle des parents n'est pas uniquement restrictif, il s'exerce pour permettre à l'enfant de mieux de socialiser. Ainsi, elle ne mesure pas le contrôle comme une dimension bipolaire, mais comme un concept ayant plusieurs articulations : c'est ainsi qu'elle définira au moins trois types de contrôles (permissif, autoritaire, autoritatif). Cette approche est dite configurationnelle.

### Recherches initiales
Dans ses recherches initiales, Baumrind a observé 103 enfants d'âge préscolaire. Elle a mené des entrevues, fait des observations dans le milieu familial et fait passer des tests,. Elle a dégagé huit styles parentaux statistiquement associés à des types de comportements sociaux chez l'enfant. Trois styles parentaux dominaient : les parents autoritaires, les parents permissifs et les parents démocratiques ou directifs. Les parents autoritaires favorisent le contrôle et la soumission, punissent beaucoup et sont moins chaleureux que d'autres parents. Les enfants de parents autoritaires sont plus insatisfaits, renfermés et méfiants (en moyenne). Les parents permissifs valorisent l'expression de soi et l'autodiscipline, donnent peu de règles. Quand ils donnent des règles (rarement), ils demandent l'approbation de l'enfant. Ils sont chaleureux et peu exigeants. Les enfants d'âge préscolaire de parents permissifs tendent à être plus immatures, à avoir peu de contrôle d'eux-mêmes et montrer moins de conduites exploratoires. Les parents démocratiques sont chaleureux et ouverts envers l'enfant mais lui demandent malgré tout de bien se tenir. Ils sont fermes dans les règles qu'ils établissent et donnent des punitions, mais ils utilisent plutôt le raisonnement et la persuasion. Ils se montrent relativement ouverts aux opinions des enfants. Les enfants d'âge préscolaire qui ont de tels parents se montrent plus autonomes, ont une meilleure autodiscipline, sont plus affirmés, plus heureux et plus curieux.

### Quatrième style parental (Maccoby et Martin)
Parce qu'elle a étudié des familles tout venant, qui n'étaient pas confrontées à des difficultés particulières et plutôt coopérantes, Baumrind avait certainement négligé les familles à problème. Pour cette raison, ainsi que pour des raisons théoriques et méthodologiques, en 1983, Eleanor Maccoby et John Martin ont proposé un quatrième style de parent : les parents négligents et distants,. Ils proposaient un retour aux modèles à deux facteurs orthogonaux proposant de mesurer deux dimensions : l'exigence des parents (élevée/faible) et leur réactivité (élevée/faible).
Les parents négligents et distants décrits par Maccoby et Martin sont surtout centrés sur leurs propres besoins et ignorent ceux de l'enfant. Les causes en sont multiples : stress, problèmes de santé mentale, etc. Ce style parental est associé à plusieurs problèmes qui surviennent chez l'enfant puis chez l'adolescent et le jeune adulte.
L'ensemble des résultats des études de Baumrind,, d'une part, et Maccoby et Martin, d'autre part, résulte donc en une typologie de quatre style parentaux s'articulant selon deux facteurs, :
- L'exigence des parents (décrite aussi comme leur contrôle) : discipliner, superviser, exiger de l'enfant un comportement mature, et faire face à la désobéissance de l'enfant (ne pas éviter le problème)[68].
- La réactivité des parents (parfois décrite aussi comme leur sensibilité, chaleur ou soutien) : écouter des besoins de l'enfant, soutenir, encourager l'enfant[70]. C'est, précise Diana Baumrind :

« la mesure dans laquelle les parents encouragent intentionnellement l'individualité, la régulation de soi, et l'affirmation de soi en étant à l'écoute, soutenant et consentant, aux besoins et nécessités de l'enfant. »

— Baumrind, 1991, p. 61-62.
En général, l'exigence parentale est associée à un meilleur contrôle comportemental chez les enfants (performance scolaire, comportements déviants) tandis que la réactivité des parents est associée au fonctionnement psychologique et aux compétences sociales des enfants.
|                   | Exigences élevées                                              | Exigences faibles                                            |
| Réactivité élevée | Style démocratique ou directif (de l'anglais authoritative)    | Style permissif ou non-directif                              |
| Faible réactivité | Style autoritaire ou autocratique (de l'anglais authoritarian) | Style distant, désengagé, ou négligent dans les cas extrêmes |

#### Style parental démocratique (ou directif)

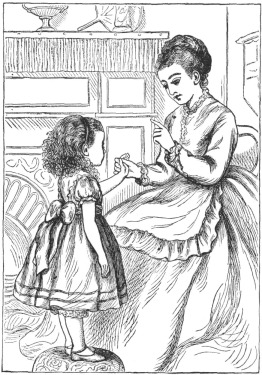
Une mère réprimande sa fille. (1878)

Un style parental démocratique (ou directif) est le résultat d'une forte réactivité parentale et de fortes exigences parentales. Le parent démocratique/directif est donc exigeant et réactif. Selon Diana Baumrind, les parents démocratiques (authoritative) : 

« [...] surveillent et communiquent des normes claires pour la conduite de leurs enfants. Ils sont assertifs, mais pas envahissants ni restrictifs. Leurs méthodes disciplinaires sont encourageantes plutôt que punitives. Ils veulent que leurs enfants soient assertifs tout autant que socialement responsables, et qu'ils soient auto-disciplinés tout autant que coopératifs. »

— Baumrind, 1991, p. 62.
Le style parental démocratique semble le plus souvent associé à de bons résultats auprès des enfants,. Les recherches sur le sujet sont relativement consistantes (voir cependant les différences culturelles discutées ci-dessous). C'est le plus répandu aux États-Unis où ont eu lieu les premières observations de Baumrind, dans des familles de classe moyenne et d'origine européenne.
Il se trouve caractérisé par une approche centrée sur l'enfant qui repose sur de grandes attentes quant à la maturité de l'enfant. Les parents démocratiques peuvent comprendre comment leurs enfants se sentent et leur apprendre à réguler leurs émotions. Malgré leurs fortes attentes à l'égard de la maturité de l'enfant, ces parents sont généralement prompts à pardonner d'éventuelles lacunes. Ils aident souvent leurs enfants à trouver des solutions pour résoudre leurs problèmes. Ils encouragent leurs enfants à être indépendants mais tout en continuant à imposer des limites à leurs actions. Les longs échanges verbaux ne leur sont pas refusés. Ils essaient de se montrer chaleureux et soutenants envers leurs enfants. Les parents démocratiques exercent généralement moins de contrôle que les parents autoritaires (cf. section ci-dessous sur les différences entre parent démocratique et parent autoritaire), permettant à leur enfant d'explorer plus librement, ce qui leur permet de prendre leurs décisions sur la base de leur raisonnement.
Les parents démocratiques vont définir des normes claires pour leurs enfants, ou encore surveiller les limites qu'ils fixent, tout en permettant à leurs enfants de développer une autonomie. Les punitions pour mauvaise conduite sont mesurées et cohérentes, ni arbitraires, ni violentes. Souvent, les comportements ne sont pas punis, mais les conséquences naturelles du comportement de l'enfant sont explorées et discutées avec lui, permettant ainsi à l'enfant de voir que le comportement est inapproprié et ne doit pas se répéter, plutôt que de ne pas répéter le comportement simplement pour éviter des conséquences désagréables (une punition).
Conséquences sur les enfants
De nombreuses études suggèrent que le style parental démocratique/directif donne de meilleurs résultats auprès des enfants,,,. Les parents démocratiques ont des enfants qui sont plus indépendants et autonomes,,. Baumrind les décrit comme plus compétents socialement. Ils sont plus susceptibles de réussir dans la vie, d'être appréciés par ceux qui l'entourent, altruistes et possèdent la capacité d'auto-détermination. Dans les foyers démocratiques, d'après Papalia, les enfants en viennent à « apprécier la satisfaction de prendre des responsabilités. »
Les stratégies parentales permettent à l'enfant, en exprimant son opinion, de se sentir valorisé. Les enfants se sentent en sécurité (ils sont à la fois aimés et encadrés). Les enfants d'âge préscolaires dont les parents sont démocratiques/directifs sont décrits comme plus autonomes, ayant un meilleur contrôle de soi, affirmatifs ainsi qu'heureux et curieux. Le style parental démocratique donne aux enfants des motivations intrinsèques (félicitations, encouragements, valorisation des efforts), plutôt qu'extrinsèques (cadeaux ou punitions). Ce type d'approche apprend à l'enfant à prendre plaisir à travailler dans le but de réussir pour apprécier un sentiment d'efficacité personnelle. C'est sans doute une des raisons pour lesquelles les enfants de parents démocratiques ont généralement de meilleurs résultats scolaires. Les parents démocratiques s'impliquent, en moyenne, plus souvent dans les activités scolaires, de l'accompagnement aux devoirs à la maison, aux activités de l'école.

#### Style parental autoritaire

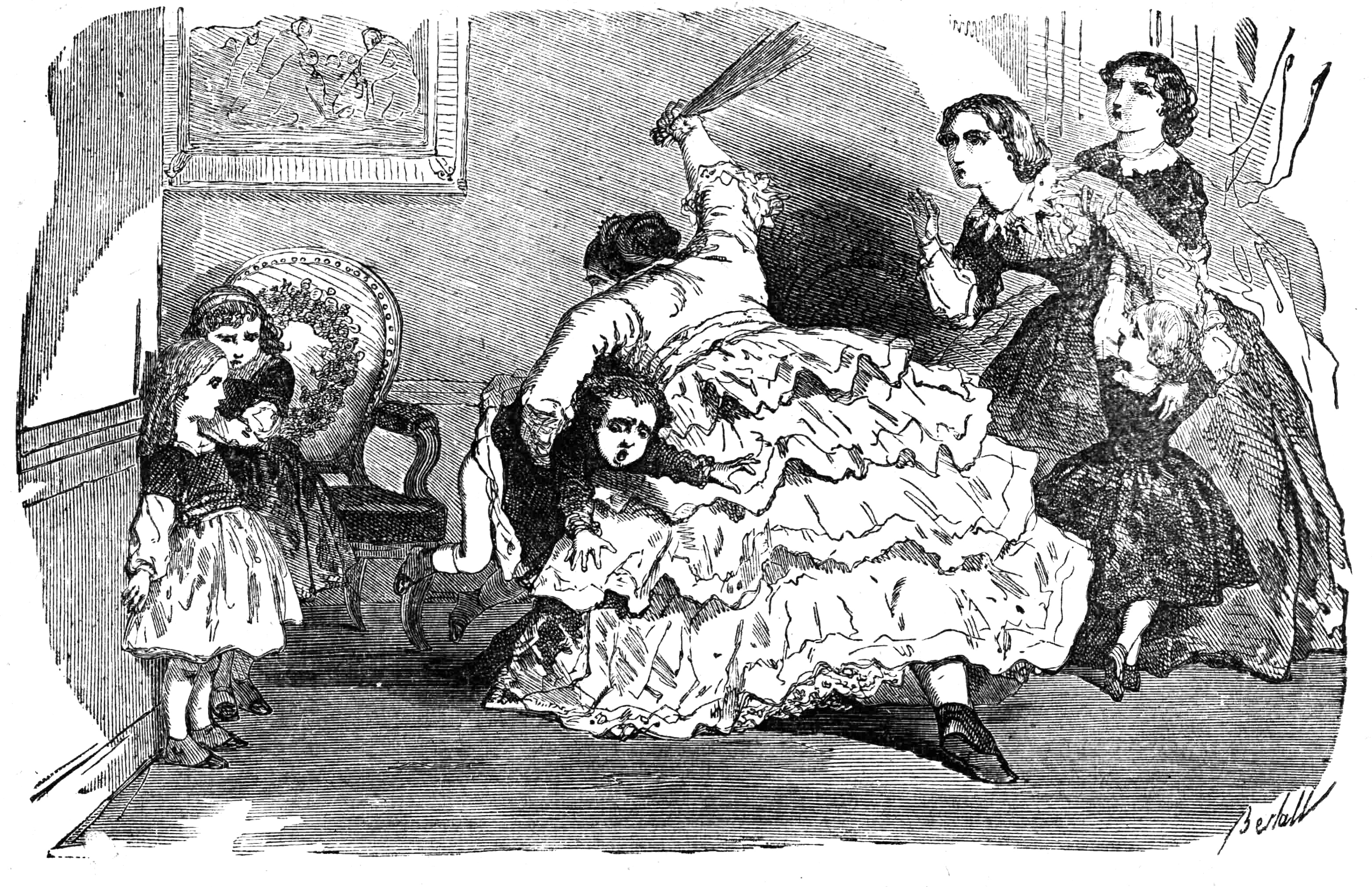
Sophie est fouettée par sa belle-mère et deux femmes s'en indignent (personnages du roman Les Petites Filles modèles, 1863).
Bertall, 1927

Le style parental autoritaire est restrictif et punitif. Les parents autoritaires (certaines traductions les qualifient aussi de parents autocrates) privilégient l'obéissance : ils exigent de leurs enfants de suivre leur direction avec peu ou pas d'explications ou de commentaires, sans intérêt pour les conditions et perceptions de l'enfant, ni pour celles de la famille. Le châtiment corporel, tel que la fessée, et la dispute sous forme de cris, sont des formes de discipline souvent préférées par les parents autoritaires.
Le but de ces parents, du moins quand ils sont bien intentionnés, est d'apprendre à l'enfant à bien se comporter, de survivre et de s'épanouir comme un adulte dans une société hostile et impitoyable, en préparant l'enfant à faire face aux réactions négatives telles que la colère et de l'agressivité, auxquelles il fera face si son comportement est inapproprié. En outre, les défenseurs de ce style sont souvent convaincus que le choc de l'agression de la part de quelqu'un de l'extérieur sera moindre pour un enfant habitué à endurer le stress à la fois aigu et chronique imposé par les parents.
Certains traits spécifiques du style parental autoritaire sont répandus dans certains groupes ethniques ou culturels, notamment dans certaines pratiques parentales asiatiques traditionnelles, parfois décrites comme autoritaires.
Conséquences sur les enfants
Les enfants élevés par des parents autoritaires ont tendance à être conformistes, très obéissants, calmes, renfermés et ne sont pas très heureux. Ces enfants souffrent souvent de dépression et d'autocritique,. Pour certains enfants élevés par des parents autoritaires, ces comportements continuent à l'âge adulte.
Les enfants élevés dans des familles autoritaires ont, en moyenne, plus de problèmes psychologiques durables et ont des compétences sociales moindres que les enfants élevés par des parents démocratiques. Ces enfants peuvent faire preuve de compétences sociales moindres, parce que le parent indique souvent à l'enfant ce qu'il doit faire, plutôt que de permettre à l'enfant de choisir par lui-même. Il peut sembler exceller dans le court terme, mais ce style limite son développement. Les troubles du comportement à l'école sont plus souvent observés chez des enfants dont les mères ont appliqué des punitions excessivement sévères durant la petite enfance.
Leur réussite scolaire est moins bonne que celles d'enfants élevés par des parents démocratiques, en particulier parce que les motivations pour réussir sont extrinsèques plutôt qu'intrinsèques.
Ces enfants se rebellent plus souvent et quittent le domicile familial avant l'âge de 20 ans plus souvent que ceux d'autres familles (données des États-Unis).
Les enfants qui éprouvent de la colère et du ressentiment, couplés aux problèmes liés à un sentiment d'auto-efficacité faible et des auto-reproches fréquents et importants, battent souvent en retrait dans des comportements d'évasion, y compris mais non limités à l'abus de substances,,. Dans une étude menée au Royaume-Uni sur environ 5 000 adolescents et jeunes adultes, les parents « stricts » doublent le risque de voir leurs enfants adolescents avoir une consommation excessive d'alcool par rapport aux parents « chaleureux et responsables » (les parents « indulgents » voient ce risque tripler).
Ces enfants et adolescents sont exposés à un risque accru de suicide. Les recherches menées sur les jeunes qui ont des pensées suicidaires ou des comportements suicidaires indiquent qu'ils ont souvent eu des problèmes émotionnels et relationnels ; ils se sentent souvent détachés de leurs parents, et nombre d'entre eux ont eu des parents ou un entourage maltraitant.
Des études interculturelles (détails ci-dessous) ont cependant remis en cause les conclusions de certaines de ces observations, car la plupart ont été faites chez des Euro-Américains (Américains blancs d'origine européenne), mais ne sont pas répliqués dans certaines communautés ethniques, les Afro-Américains, Asio-Américains et Hispano-Américains. Par exemple, le style autoritaire est associé à des résultats scolaires plus bas chez les filles d'origine hispanique, mais pas chez les garçons de même origine. Le contrôle parental peut donc être interprété différemment en fonction des cultures et d'autres facteurs sociaux.

#### Différences entre l'autorité du parent autoritaire et celle du parent démocratique
De nombreuses recherches ont été menées par Baumrind et d'autres équipes pour tenter de comprendre les différences fondamentales entre parent autoritaire et parent démocratique : dans les deux cas, le contrôle et la discipline paraissaient élevés, mais les résultats sur les enfants se montraient très significativement différents.
Une troisième dimension, le contrôle psychologique, a été décrite pour les différencier. Le contrôle psychologique (également appelé manipulation psychologique ou manipulation mentale) réfère, dans ce cas, à l'intrusion dans le développement psychologique et émotionnel de l'enfant par des pratiques telles que l'induction de culpabilité, de honte ou la privation d'amour. Le style parental autoritaire impose la discipline en exigeant de l'enfant l'obéissance et l'acceptation des décisions sans poser de questions : le contrôle psychologique y est élevé. Les parents démocratiques sont plus ouverts aux échanges avec l'enfant et utilisent beaucoup plus souvent les explications : ils exercent donc un contrôle psychologique plus faible.
Vers 2012, Baumrind décrit le maintien de l'autorité des parents comme « coercitif » chez les parents autoritaires (arbitraire, péremptoire, dominant, soucieux de marquer les distinctions de statut) et « confrontive » chez les parents démocratiques (raisonné, négociable, axé sur les résultats, soucieux de réguler les conduites),.

#### Style parental indulgent (ou permissif)

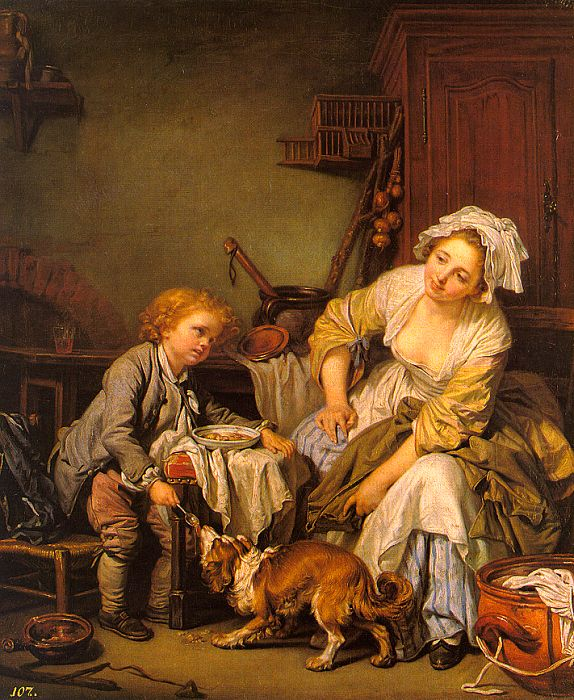
L'enfant gâté donne sa soupe au chien tandis que sa mère, indulgente, le laisse faire en souriant. Jean-Baptiste Greuze, 1765

Les parents décrits par le modèle de Baumrind comme indulgents sont des parents réactifs (ou sensibles) à leurs enfants mais peu exigeants.
Le style parental indulgent, également appelé permissif, non-directif ou libertaire, et distinct du style franchement négligent, comme du style démocratique ou directif par les exigences associées à la bienveillance non violente et peu autoritaire, est caractérisé comme ayant peu d'attentes comportementales de l'enfant. « Une parentalité indulgente est un style de la parentalité dans lequel les parents sont très impliqués avec leurs enfants, mais n'ont que peu d'exigences ou de contrôle sur eux ».
Les parents permissifs essayent d'être amis avec leurs enfants et ne jouent pas un rôle parental. Les parents permissifs permettent aux enfants de prendre leurs décisions et leur donnent des conseils, comme un ami le ferait. Les attentes quant à l'enfant sont très faibles. Il y a peu de discipline. Ce type de parentalité est laxiste avec peu de punitions ou de règles.
Les parents permissifs ont parfois tendance à donner à leurs enfants ce qu'ils veulent dans l'espoir d'être appréciés pour leur style accommodant. Certains parents permissifs veulent offrir à leurs enfants la liberté et les biens matériels dont ils ont manqué dans leur enfance.
Conséquences sur les enfants
Dans ses recherches sur les enfants d'âge préscolaire, Baumrind a observé que le style parental permissif était associé à des enfants plus souvent immatures, moins responsables et moins capables de contrôler leurs impulsions. Les enfants de parents permissifs « n'apprennent jamais à contrôler leur propre comportement et s'attendent toujours à recevoir ce qu'ils désirent ».
Les enfants de parents permissifs ont des risques plus élevés de présenter des troubles du comportement à l'adolescence, comme l'abus de substances (trois fois plus de risque que chez les familles démocratiques). Ils présentent plus de risques d'obésité ou d'IMC trop élevé, comparés aux familles de parents démocratiques, ce qui est également le cas des parents trop protecteurs ou au contraire négligents (revue de questions basée sur plusieurs études longitudinales, données de 2015).
Cependant, ils ont globalement une bonne estime d'eux-mêmes, de meilleures compétences sociales et de bas niveaux de dépression (comparés aux enfants de parents autoritaires). Dans le meilleur des cas, ils sont émotionnellement sécurisés, indépendants et sont disposés à apprendre et à accepter la défaite. Ils grandissent rapidement et sont en mesure de vivre une vie sans l'aide de quelqu'un d'autre.

#### Style parental distant, désengagé ou négligent
Un style parental négligent est également appelé désengagé, détaché, méprisant ou effacé. Ces parents ont de faibles scores en chaleur et contrôle, ne sont généralement pas impliqués dans la vie de leur enfant, désengagés, peu exigeants, faiblement réactifs, et ne fixent pas de limites. Il s'applique aussi aux parents qui rejettent les émotions et opinions de leurs enfants. Ces parents ne soutiennent pas émotionnellement leurs enfants. Ce style parental est celui qui est le plus néfaste aux enfants en général.
Ces parents pourvoient généralement aux besoins de base de l'enfant : nourriture, logement, hygiène ou argent.
Conséquences sur les enfants
Les études expérimentales menées sur des populations tout venant (choisies au hasard et sans pathologies reconnues avant l'étude) ont mis là encore en évidence des corrélations entre styles parental et comportements de l'enfant. Les enfants dont les parents sont négligents développent souvent le sentiment que les autres aspects de la vie de leurs parents sont plus importants qu'ils ne le sont. Beaucoup d'enfants élevés avec ce style parental tentent souvent de se débrouiller seuls dans la vie ou d'arrêter de dépendre d'un parent, pour obtenir le sentiment d'être indépendant et mature malgré leur jeune âge. Ils deviennent, plus souvent que les autres, émotionnellement en retrait dans les situations sociales. Leur attachement est perturbé, ce qui a des répercussions sur leurs autres relations sociales ultérieures.
À l'adolescence, ils montrent des risques accrus d'absentéisme scolaire et de délinquance. Ils manquent de structures externes et d'auto-discipline, manquent aussi d'amour qui leur serait exprimé ouvertement et risquent d'essayer de l'obtenir par tous les moyens possibles.
Dans une de leurs études, Maccoby et Martin (en 1983, aux États-Unis) ont analysé les performances d'adolescents âgés de 14 à 18 ans dans quatre domaines : leur développement psychosocial, leur réussite scolaire, leur détresse intériorisée et leurs problèmes de comportement. L'étude a conclu que les jeunes ayant des parents négligents avaient les scores les plus mauvais à ces mesures, tandis que les enfants de parents directifs (démocratiques) avaient les scores les plus élevés,.

### Facteurs individuels et socio-économiques influençant le style parental
De nombreux facteurs individuels déterminent et influencent les styles parentaux : les croyances des parents (par exemple attentes irréalistes vis-à-vis d'un enfant trop jeune), l'âge des parents (les mères plus âgées sont en moyenne plus disponibles et plus sensibles aux besoins de leurs enfants), leur bien-être psychologique (le parent souffrant de dépression devient moins impliqué), leur travail, les conflits conjugaux éventuels, le soutien social (par exemple présence d'une amie ou d'un proche parent qui aide sur le plan pratique ou psychologique).
Les expériences personnelles des parents (en particulier leur enfance) influencent beaucoup leur approche, tout comme leur bagage affectif, intellectuel et social.
La pauvreté, ou un faible niveau socio-économique, augmente le stress parental et est associée à des facteurs de risques divers touchant les enfants, la famille, leur voisinage et leur réseau de soutien social, ce qui augmente les risques de styles parentaux moins optimaux,.
L'étude des effets des styles parentaux dans les familles recomposées, à la suite d'un divorce ou du décès d'un parent est complexe et plus difficile à étudier. Ainsi de nombreuses questions ne sont pas éclaircies. Les familles recomposées peuvent en effet impliquer que l'enfant partage son temps entre deux familles, que d'autres enfants nés d'unions précédentes ou de la nouvelle union d'un parent, deviennent des demi-frères et demi-sœurs. Les liens entre beau-parent et enfant dépendent du temps passé ensemble, de l'âge de l'enfant ou de l'adolescent à l'arrivée du beau-père ou de la belle-mère dans leur vie, puis de leurs expériences communes. Les problèmes peuvent apparaître lorsque le beau-parent ou l'enfant a des attentes irréalistes : les liens d'affection ne peuvent se solidifier qu'avec le temps, avec le partage de tâches, de rituels et autres expériences communes,.

#### Différences entre père et mère
De nombreuses études montrent des différences systématiques entre mères et pères dans les pratiques parentales ou l'investissement parental. Ainsi, les mères passent plus de temps avec leurs enfants, même lorsqu'elles travaillent à plein temps : ces résultats sont observés dans plusieurs pays. Les activités et interactions sont légèrement différentes : les pères jouent et tendent à valoriser l'indépendance de l'enfant, plus souvent que ne le font les mères ; les mères tendent à être plus protectrices, plus verbales dans leurs interactions.
Le style parental proprement dit, au sens où l'emploie Baumrind, ne diffère pas beaucoup (ou pas du tout) en fonction des genres des parents. En fait, dans la grande majorité des familles ayant deux parents, les styles parentaux des deux parents ne diffèrent pas. Dans les cas où les parents n'ont pas le même style parental, une étude suggère que la présence d'un parent de style démocratique protège l'enfant des conséquences négatives associées à un style parental moins optimal.
Cependant, dans une étude longitudinale sur des enfants suivis en fin d'école maternelle pendant six ans, des chercheurs finlandais observent que le comportement de contrôle (ou manipulation) psychologique des mères (mais non celui des pères), mesurés par questionnaires, prédit les troubles du comportements et troubles psychologiques des enfants.

#### Différences selon le sexe de l'enfant et dyades père-fils, père-fille, mère-fils et mère-fille
Les pères et mères ont tendance à montrer des comportements parentaux légèrement différents en fonction du sexe de leur enfant,, cette différence semblant plus marquée chez les pères. Des études ont montré que des pères ont plus d'impact sur l'ajustement émotionnel de leur fille par leur style parental plutôt que par leurs méthodes disciplinaires, en particulier la punition. Les parents des deux sexes ont tendance à adopter un style parental démocratique envers leurs filles et sont plus à l'aise pour passer à un style autoritaire avec leurs garçons.

Dyades père-fils, mère-fille, père-fille et mère-fils
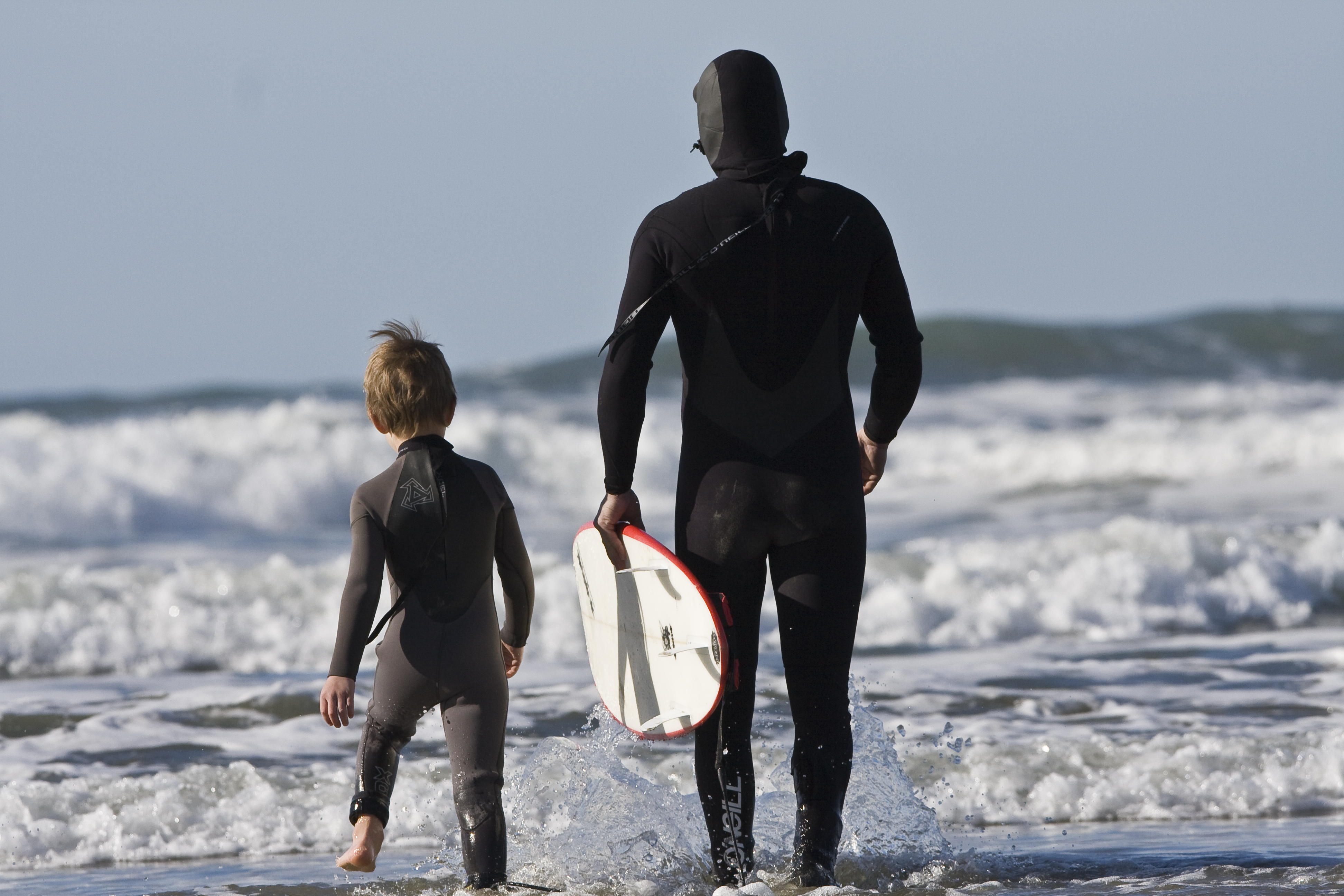
Père et fils allant surfer, Californie.
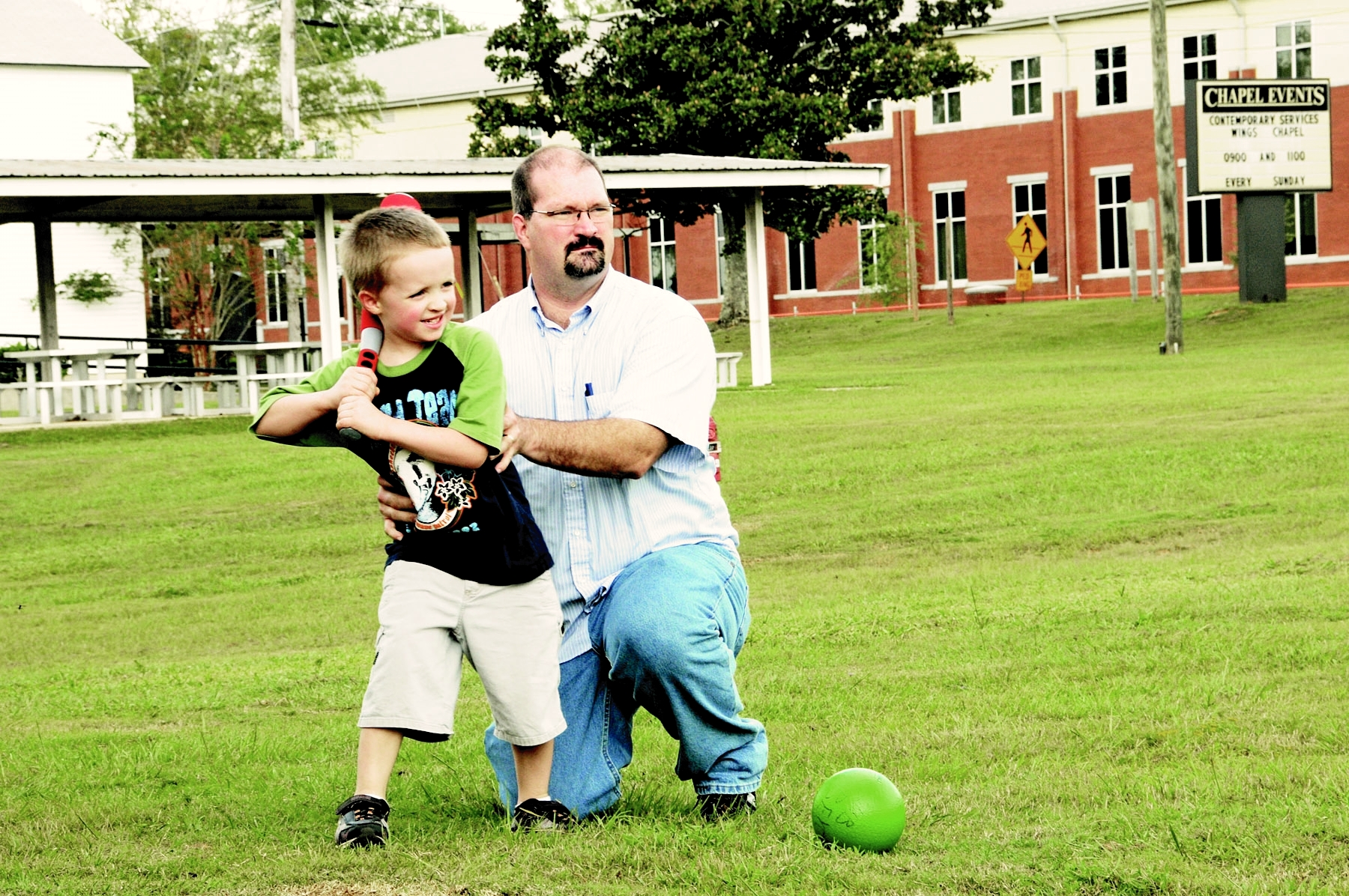
Père et fils jouant au base-ball.
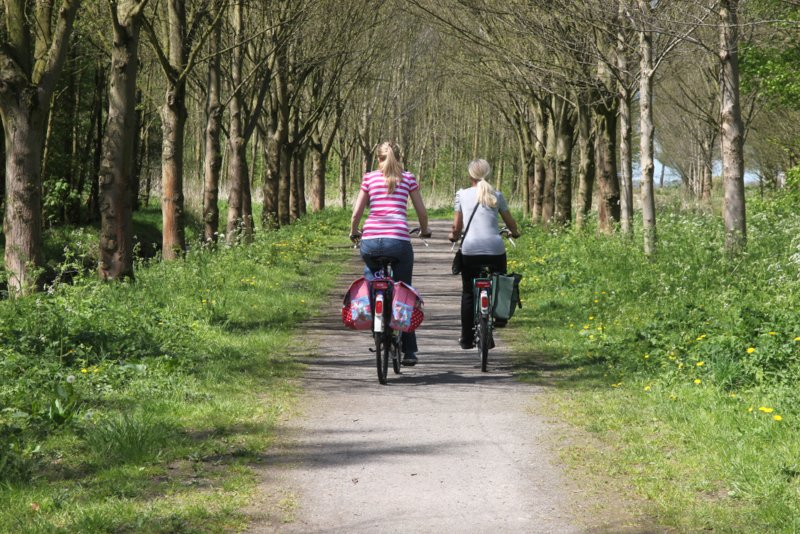
Mère et fille à bicyclette dans une forêt.
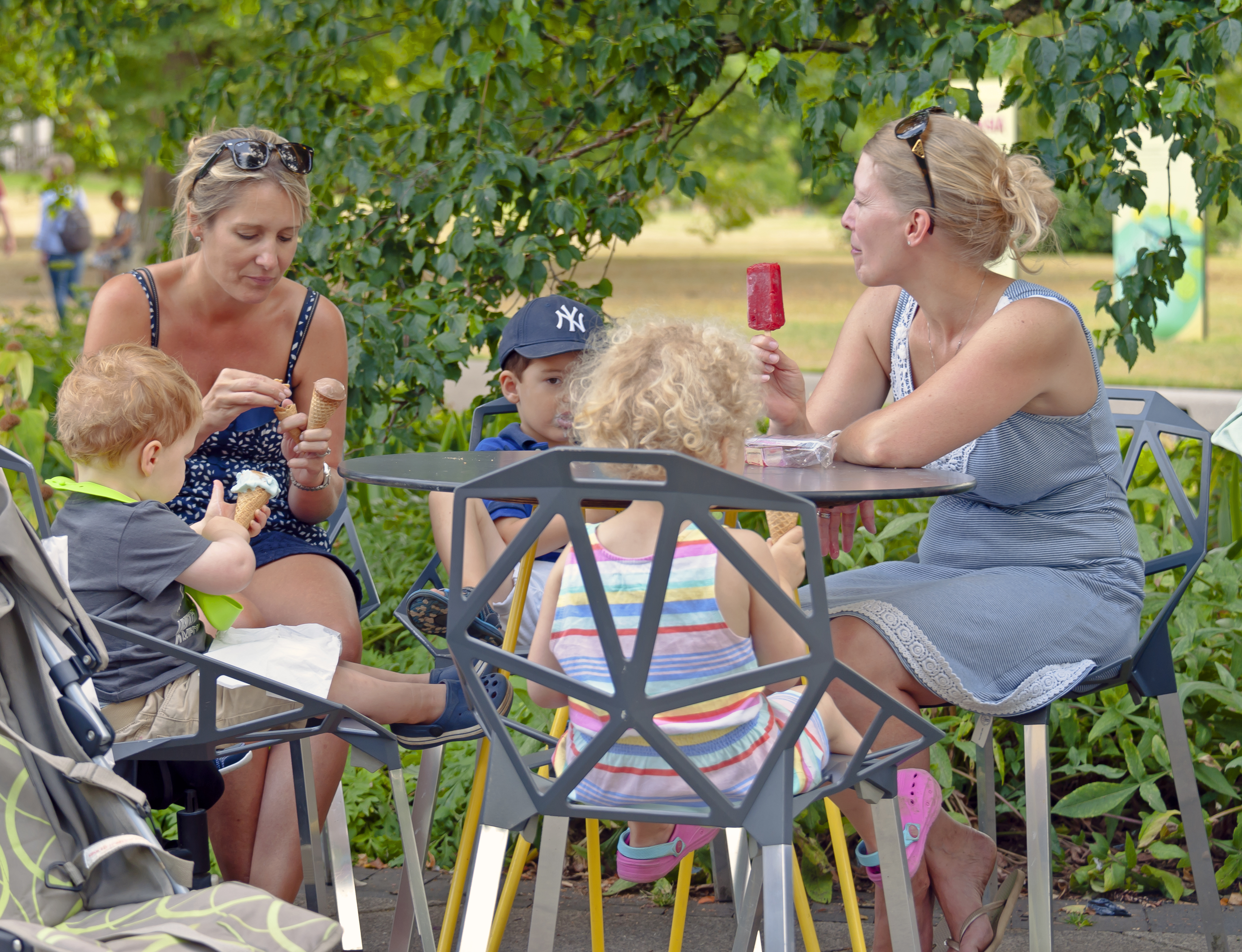
Mères et leurs enfants à table.
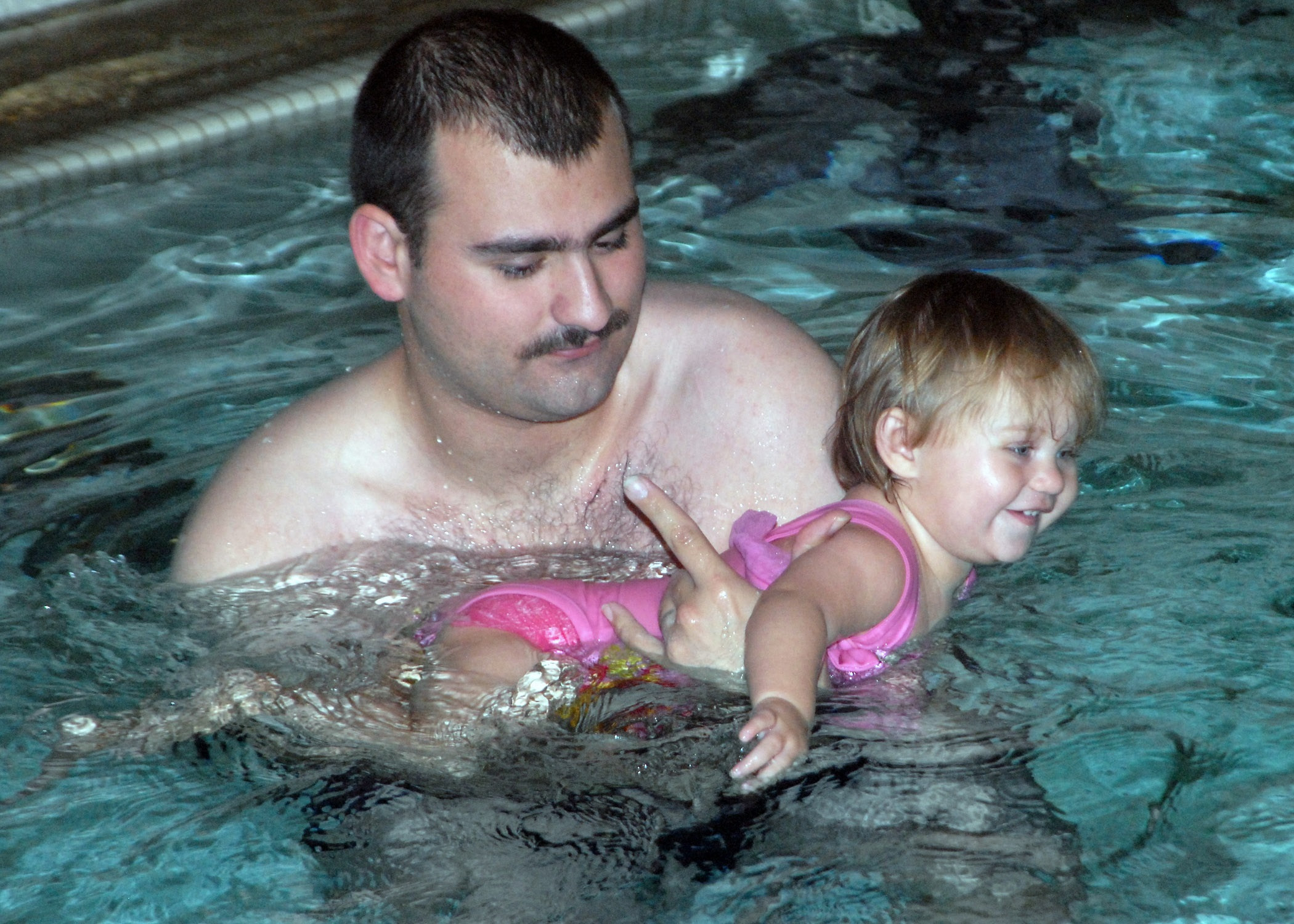
Un père et sa fille à la piscine.
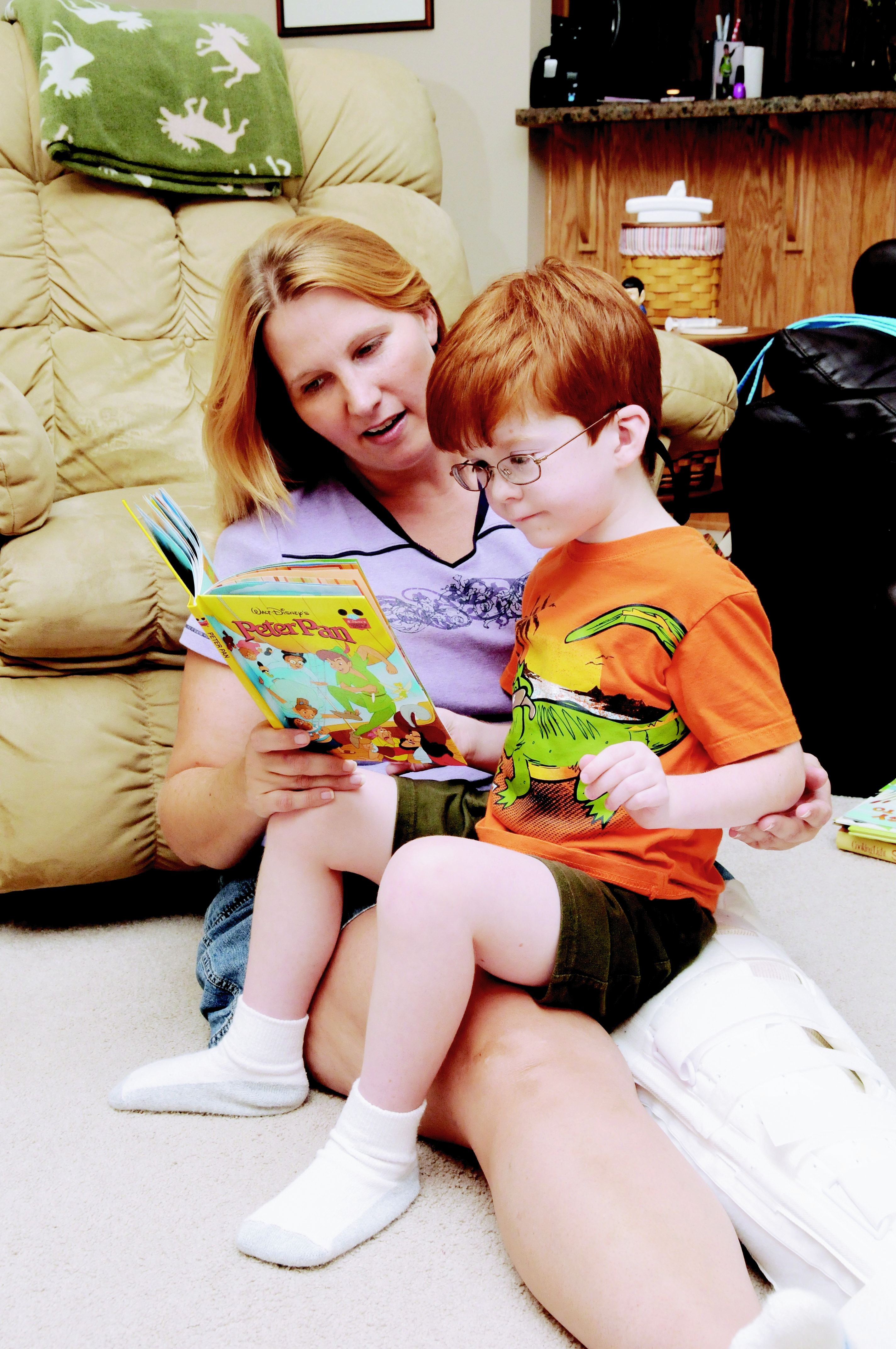
Une mère et son fils pendant une séance de lecture.

Des différences entre les dyades mère-fille, mère-fils, père-fille et père-fils sont parfois observées dans les pratiques parentales ou dans l'investissement parental,. Dans une étude en Australie, de jeunes étudiants à l'université sont interrogés sur leur perception des comportements de leurs parents. Les étudiants de sexe masculin décrivent leur père comme autoritaire, plus souvent que ne le font leurs homologues féminins. Les étudiantes décrivent leurs mères plus souvent comme démocratiques, tandis que les fils les jugent plus souvent permissives. Les mères peuvent adopter un style plus directif avec leurs filles. Elles passent aussi plus de temps à raisonner avec leurs filles, mais ont tendance à favoriser leurs garçons.

### Familles homoparentales
Un grand nombre d'études ont été mises en place pour observer l'influence des familles homoparentales (couple de parents homosexuels) sur le développement des enfants : développement de l'intelligence, de l'adaptation, du jugement moral, du fonctionnement social et sexuel. Ces études indiquent que les parents homosexuels, hommes ou femmes, ne diffèrent pas quant à leurs attitudes et habiletés parentales. Les enfants de couples homosexuels n'ont pas plus de problèmes sociaux ou émotionnels, ni de problèmes de performance scolaire, que les enfants élevés par des couples hétérosexuels.
Par rapport à l'orientation sexuelle de ses enfants, on constate que les enfants élevés par des couples homosexuels n'ont pas plus de chance d'avoir des relations homosexuelles lorsqu'ils seront adultes. Être éduqué par des parents homosexuels n'augmente pas l'attirance de l'enfant pour un être humain du même sexe. On constate seulement que l'enfant aura beaucoup plus de facilité à assumer son orientation sexuelle.

### Différences interculturelles
Les modèles culturels des parents ont une influence sur le style parental,,.

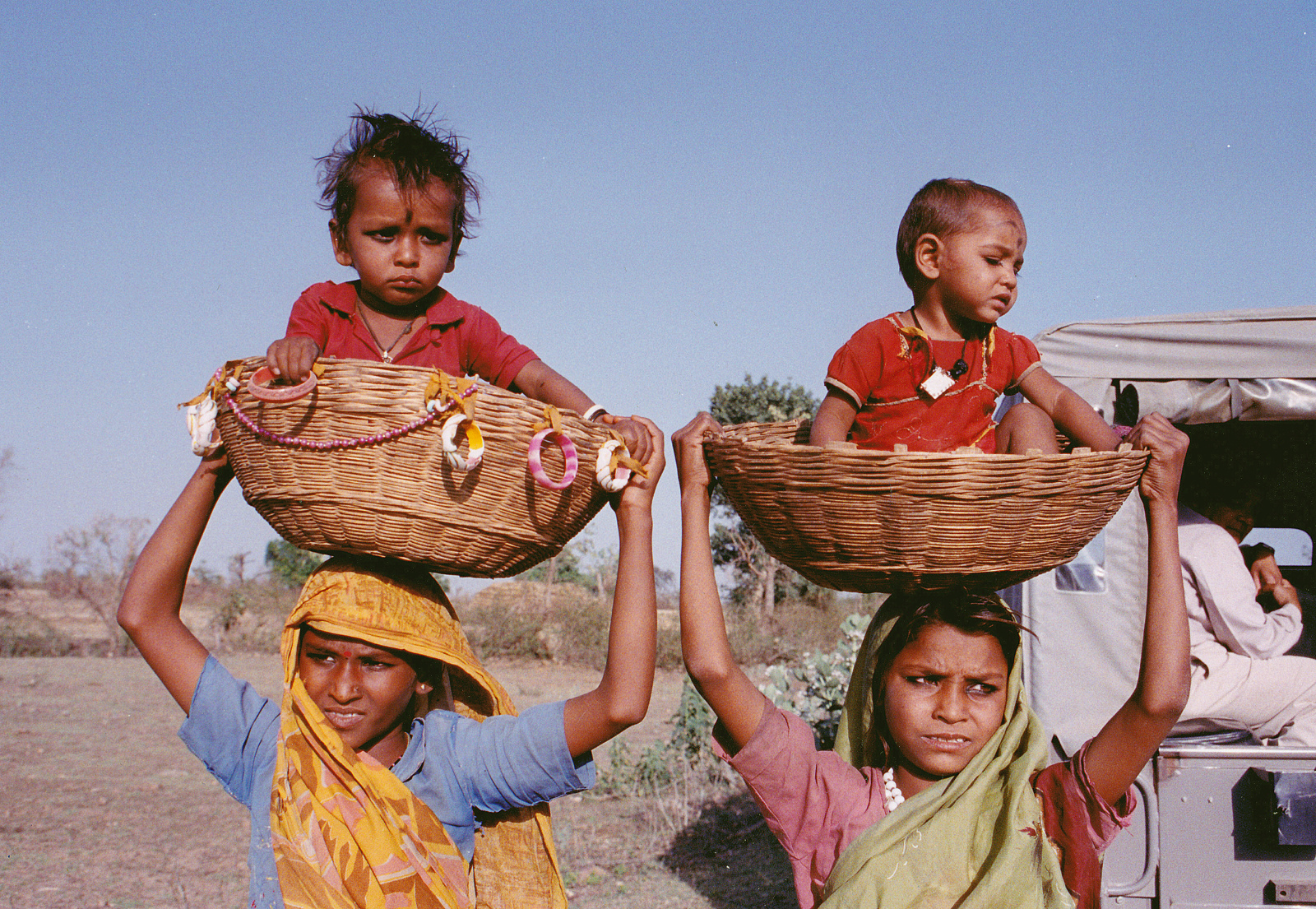
Jeunes mères portant leurs enfants, Inde (2014).

Le modèle de Baumrind a été développé par l'observation d'enfants de classes socio-économiques moyennes aux États-Unis. Son universalité a souvent été remise en question. Dans des minorités asiatiques vivant aux États-Unis, la discipline exercée envers les enfants est plus forte que dans sa majorité caucasienne, de descendance européenne. Chez les Américains d'origine asiatique, l'obéissance et la sévérité parentale sont valorisées culturellement et traduisent la sollicitude, la recherche d'harmonie familiale. Les parents de minorités asiatiques se montrent tout aussi chaleureux et encourageants que les parents démocratiques nord-américains de la majorité ethnique de descendance européenne. Ces pratiques d'apparence autoritaire ne paraissent pas aussi dommageables que dans le reste de la population en raison du fait que ces pratiques sévères s'accompagnent plus souvent de chaleur et de soutien de l'enfant ; la typologie de Baumrind souffre donc d'un biais culturel car les parents d'origine asiatiques ont souvent la sévérité des parents autoritaires tout en ayant la réactivité de parents démocratiques,.

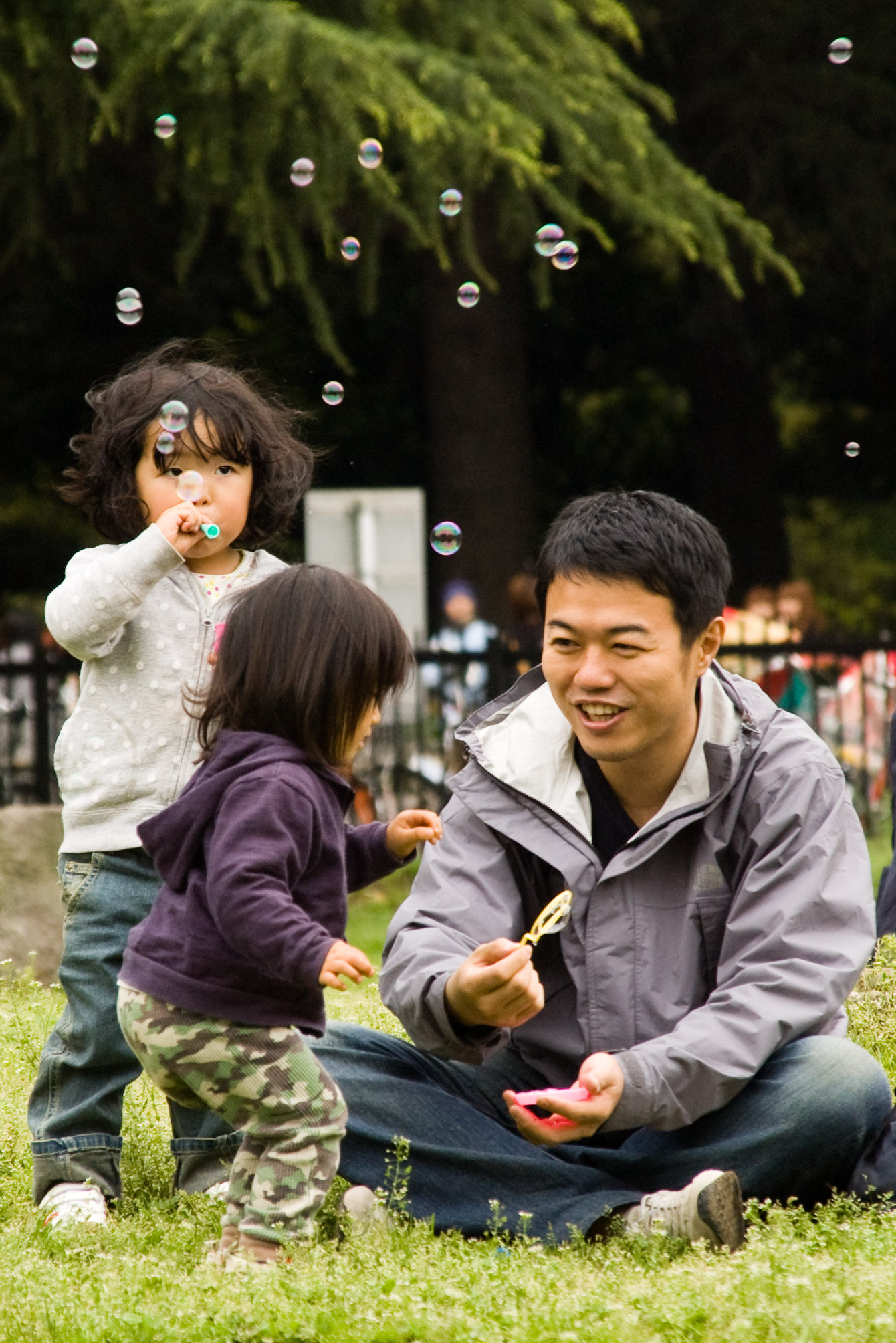
Père et ses deux enfants Jorge Hernández Valiñani, 2008, Tokyo

Par exemple, des observations menées chez des mères japonaises ayant des enfants d'âge préscolaire ont montré que leur contrôle de l'enfant est plus fort (dans les domaines de la santé, de la sécurité, des règles sociales et morales) bien que les enfants soient également encouragés à développer leur autonomie dans d'autres domaines comme leurs jeux, leurs amis et leur habillement. Malgré leur forte discipline, comparées aux mères de la majorité caucasienne, les mères japonaises ont des stratégies variées pour éduquer socialement leurs enfants et résoudre les conflits, utilisant le raisonnement et la persuasion.
Les pratiques parentales autoritaires sont souvent retransmises par les familles américaines d'origine asiatique. À New York par exemple, une association s'est montée pour aider les migrants asiatiques à s'adapter culturellement et à conserver ou reprendre la garde de leurs enfants sur le plan légal : en effet, à plusieurs reprises, les autorités de protection de l'enfance de New York sont intervenues pour retirer la garde de leurs enfants à des parents asiatiques émigrés, qui les avaient battus pour les discipliner.
À ce titre, les auteures québécoises Claudine Parent et Sylvie Drapeau, rappellent le constat de différences inter-culturelles suivant :

« Il faut également souligner les variations entre les cultures quant aux modes de sanction punitive que les parents réservent aux adolescents. On sait, par exemple, que les punitions corporelles sont plus fréquentes et valorisées comme mode de contrôle des enfants et des adolescents dans certaines cultures, alors que de telles pratiques parentales sont fermement condamnées dans d'autres. »

— Parent et Drapeau, 2008.
Utilisant une méthodologie différente, Robert Bradley et Robert Corwyn ont fait la synthèse des pratiques parentales observées dans plusieurs pays avec l'échelle du HOME Inventory que Robert Bradley a mise au point,. Cette méthode permet d'observer directement les pratiques de discipline et de soutien et encouragements de la mère (ou autre parent s'occupant principalement de l'enfant) envers son enfant lors d'une visite de l'observateur ou observatrice au domicile,. L'inventaire met surtout l'accent sur les stimulations présentes dans l'environnement de l'enfant (par exemple, des jouets). Les auteurs ont conclu que l'impact de la discipline corporelle sur le développement psychologique de l'enfant, développement comportemental et cognitif, reste difficile à comprendre,. Cependant, quelles que soient les cultures observées, la réactivité et l'attitude chaleureuse du parent envers l'enfant (« responsiveness ») et la présence de stimulations ont toujours un impact positif sur les capacités d'adaptation de l'enfant,,.

### Méthodes d'observation et mesures
Les méthodes d'observation de Baumrind étaient complexes et coûteuses en temps, reposant sur de multiples tests et observations. Pour permettre à la recherche dans ce domaine de progresser, une mesure valide et relativement simple d'utilisation pour déterminer le style parental était nécessaire.
Pour les adolescents, un questionnaire a été mis au point. Les trois principales typologies de Baumrind y sont évaluées. Il s'agit dont de demander aux enfants, plutôt qu'aux parents eux-mêmes, de répondre aux questions pour évaluer le style parental perçu,. Cette méthode permet d'éliminer certains problèmes méthodologiques rencontrés avec l'approche de Baumrind. Ainsi en 1991, John Burri met au point un questionnaire où trente questions sont posées aux garçons et filles, sur chacun de leurs parents. Le « Parental Authority Questionnaire » (Questionnaire sur l'autorité parentale) s'inspire de la typologie de Baumrind pour dégager le style parental de chacun des parents.
En 1995, Clyde Robinson et ses collaborateurs ont développé un questionnaire pour répondre à ce même besoin pour les enfants plus jeunes, mais en interrogeant les parents. Le « Parenting Styles & Dimensions Questionnaire » (PSDQ) a été développé et validé aux États-Unis en s'appuyant sur les travaux de Jeanne Block, en 1965 et sur de nouveaux items directement inspirés des trois principales typologies mises en évidence par Baumrind (parents démocratiques, autoritaires, permissifs),. Le questionnaire final est constitué de 62 items et est destiné aux parents (mère et père) d'enfants préadolescents.
Cette échelle a été largement utilisée depuis lors dans la recherche sur le plan international, multipliant ainsi les opportunités de vérifier sa validité sur le plan psychométrique. Le PSDQ a été traduit, adapté et validé dans de nombreux pays : la Chine, ; la Turquie ; l'Inde, ; l'Iran ; l'Italie (version G1) ; la Lituanie, etc. L'échelle a été traduite et utilisée dans des recherches en langue française au Luxembourg.
En 2000, une équipe de chercheurs américains, dont Robinson, a mis au point une nouvelle version de la PSDQ pour les adolescents dans le contexte d'une étude sur les adolescents et jeunes adultes incarcérés. Cette version est nommée la PSDQ version G1.

D'autres mesures des pratiques parentales ont été développées pour la recherche en psychologie du développement de l'enfant. En prenant appui sur les travaux de Baumrind, Macoby et Martin, d'autres auteurs, tels que Steinberg, Elmen et Mounts dans un ouvrage publié en 1989, ont ainsi mis en évidence trois types de mesures du style parental : 

« [...]l'engagement, l'encadrement et l'encouragement à l'autonomie, suggérant ainsi l'importance d'une combinaison d'attachement, d'autorité et d'encouragement à l'autonomisation chez l'enfant et l'adolescent. »

— Bergonnier-Dupuy, Join-Lambert et Durning, 2013, p. 325.
Le « HOME Inventory » (acronyme de « Home Observations for Measurement of the Environment ») de Bettye M. Caldwell et Robert H. Bradley est une mesure basée sur l'observation du milieu de vie de l'enfant. Plusieurs versions de cette échelle existent pour s'adapter à l'âge de l'enfant sur lequel porte l'étude. La mesure repose sur la visite d'un psychologue-chercheur sur le lieu de vie de l'enfant. La visite comprend une interview du parent principal (souvent la mère) qui vise à découvrir ses pratiques et habitudes parentales, une courte observation des interactions spontanées parent-enfant et l'observation détaillée du milieu de vie de l'enfant (présence de jouets, par exemple). Le « HOME inventory » est une mesure souvent utilisée en recherche pour mesurer des aspects de l'environnement familial ayant un impact sur le développement de l'enfant,. La mesure a été adaptée dans plusieurs pays (voir ci-dessus, différences culturelles).
Ces échelles sont des instruments de recherche et n'ont pas été créées à des fins de diagnostic ou de prévention : elles décrivent le style parental dominant, sur la base de ce qui est rapporté par les parents ou adolescents (non sur des observations directes) mais ne les comparent pas à une norme. En d'autres termes, il ne s'agit pas de définir un bon ou mauvais parent, mais d'analyser des relations statistiques entre certaines observations.

### Limites des études de Baumrind et de son approche
Baumrind souligne souvent dans ses publications les limites de son approche et met en garde contre les généralisations hâtives. Des types parentaux décrits par Baumrind, le style démocratique produit les meilleurs résultats en moyenne, cependant, comme le souligne Baumrind :

« L'éducation selon le style démocratique, bien que suffisante, n'est pas une condition nécessaire pour produire des enfants compétents (Authoritative upbringing, although sufficient, is not a necessary condition to produce competent children). »

— Diana Baumrind, 1991, p. 62.
Autrement dit, de nombreux enfants élevés dans un milieu où le style parental est moins optimal, développent malgré cela de bonnes compétences sociales et scolaires.
La typologie de Baumrind est basée sur des études de corrélations et n'a pas mis en évidence des relations de cause à effet. Les processus liant les styles parentaux et les résultats des enfants ne sont toujours pas éclaircis et restent étudiés empiriquement par la psychologie du développement.
Son approche n'est pas une approche psychopathologique : Baumrind cherche à décrire les populations tout venant ; elle n'a pas spécifiquement sélectionné les parents et familles présentant des troubles. Elle a observé de larges cohortes et les a suivies sur plusieurs années (le programme « Family Socialization and Developmental Competence » a suivi 139 enfants de 4 ans à 15 ans).
Ses premières études portaient sur des familles aisées ou de classe moyenne, des parents ayant un bon niveau d'éducation, en majorité issus de la population caucasienne (classification employée aux États-Unis pour décrire les descendants d'Européens blancs). Des questions se sont rapidement posées quant à la réplicabilité de ses résultats sur des minorités, des milieux plus pauvres ou d'autres cultures. Des recherches menées sur des minorités ethniques aux États-Unis puis dans d'autres pays ont été mises en place pour répondre à cette question du biais culturel. En majorité, les bénéfices d'un style démocratique sont démontrés également dans d'autres pays et d'autres cultures, mais des différences importantes quant à l'exercice de l'autorité parentale continuent à être discutées par les chercheurs (par exemple, voir la publication de Jian hua Hé pour une comparaison de parents japonais, chinois et français - l'auteure n'utilise pas l'échelle du PSDQ mais compare des constructions similaires à ceux de Baumrind et Baldwin).
Il a également été reproché à Baumrind d'avoir négligé le fait que beaucoup de parents, bien qu'autoritaires, sont affectueux envers leurs enfants ; et qu'à l'inverse, beaucoup de parents permissifs s'expriment ouvertement et avec force sur l'orientation à suivre.

## Styles parentaux décrits par la psychologie clinique, psychopathologie et psychanalyse

### Parent maltraitant (parent abusif, parent toxique)
Les parents maltraitants mettent leurs enfants dans des situations où ils reçoivent de mauvais traitements. Il peut s'agir d'abus, de négligence, d'abandon, de troubles du comportement sérieux. On trouve parfois l'expression « parent toxique », qui évoque une relation parent-enfant perturbée de manière chronique, dont les conséquences sont fortement négatives sur le développement de l'enfant. Ce parent est décrit comme abusif, soit verbalement et psychologiquement (par manipulation mentale), soit abusif physiquement, voire sexuellement,.

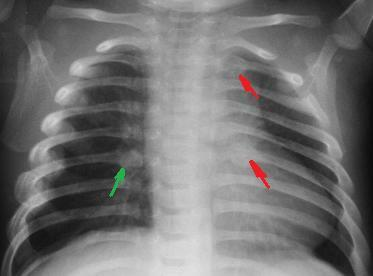
Côtes fracturées d'un nourrisson à la suite d'une conduite abusive (1999).

Les mauvais traitements sur enfants diffèrent dans leur nature et leur gravité. Au Québec, une large recherche a été mise en place en 2000 pour documenter les mauvais traitements signalés à la Direction de la protection de la jeunesse et mieux comprendre les caractéristiques des enfants touchés et de leur famille. La négligence, « échec chronique des parents à répondre aux besoins de leurs enfants » (santé, hygiène, éducation, émotions, etc.) était à l'origine de 42 % des cas de maltraitance en 2002 et 64 % des cas en 2007-2008. Suivaient les troubles sérieux du comportement (comportements autodestructeurs, problèmes relationnels entre enfants et parents, fugues, problèmes scolaires). Venaient ensuite les mauvais traitements physiques (discipline abusive, brutalité, restriction physique). Suivaient les mauvais traitements psychologiques (menaces, dénigrements, indifférence). Les sévices sexuels représentaient 10 % des mauvais traitements. L'abandon représentait 4 % des cas (absence de famille s'occupant de l'enfant après le décès d'un parent ; expulsion de l'enfant de son foyer par ses parents),.
On retrouve des descriptions de parents maltraitants dans le quatrième groupe de la typologie des styles parentaux de Baumrind, et Maccoby et Martin (voir tableau ci-dessus), quoique le 4e groupe de Baumrind ne soit pas composé exclusivement de parents maltraitants.

#### Conséquences sur les enfants
Les principales conséquences de la maltraitance sur l'enfant (durant l'enfance puis à l'adolescence et à l'âge adulte) sont : des relations parent-enfant perturbées et des difficultés ultérieures dans l'attachement émotionnel aux autres personnes telles que des difficultés à faire confiance ; des problèmes de santé et retards de croissance ; des retards du développement psychologique ; des troubles du comportement, toxicomanie et délinquance. Parmi les problèmes psychologiques, une grave perturbation de la capacité d'un enfant à s'identifier et une estime de soi réduite.

#### Facteurs de risque
Les mauvais traitements envers l'enfant s'accompagnent de troubles observés chez les parents. En première cause, l'alcoolisme et la toxicomanie, et dans l'ordre décroissant : la santé mentale fragile, la violence conjugale, la déficience intellectuelle (observations menées au Québec).
De nombreux parents qui ont souffert de parents maltraitants ne seront pas en mesure de reconnaître leurs comportements maltraitants envers leurs enfants, c'est pourquoi ce problème peut se transmettre d'une génération à l'autre : on parle de transmission intergénérationnelle de la négligence ou de la maltraitance. L'étude québécoise citée ci-dessus indique qu'un tiers des parents maltraitants ont été maltraités durant leur enfance ; cependant, ce chiffre signifie aussi que deux tiers de parents qui sont maltraitants envers leurs enfants, le sont malgré le fait qu'ils n'ont pas été eux-mêmes maltraités. La transmission de ce comportement d'une génération à une autre est donc réelle mais elle n'est pas systématique et elle est loin de représenter la principale cause des cas de maltraitance.

#### Programmes d'aide aux enfants et parents
Des programmes d'intervention sont mis en place pour soutenir les familles, en aidant les parents tout en protégeant les enfants. Il s'agit souvent d'apprendre aux parents à développer des habiletés parentales et renforcer l'attachement entre parent et enfant.

### Parent narcissique
Un parent narcissique peut souffrir d'un trouble de la personnalité narcissique. Typiquement, les parents narcissiques sont proches de leurs enfants de manière très proche et exclusives au point de se sentir jaloux et / ou menacés par l'indépendance croissante de leur enfant. Il peut en résulter un attachement décrit comme attachement narcissique, dans lesquels l'enfant est considéré n'exister que pour profiter à son parent.

### Parent surprotecteur et parent «hélicoptère»

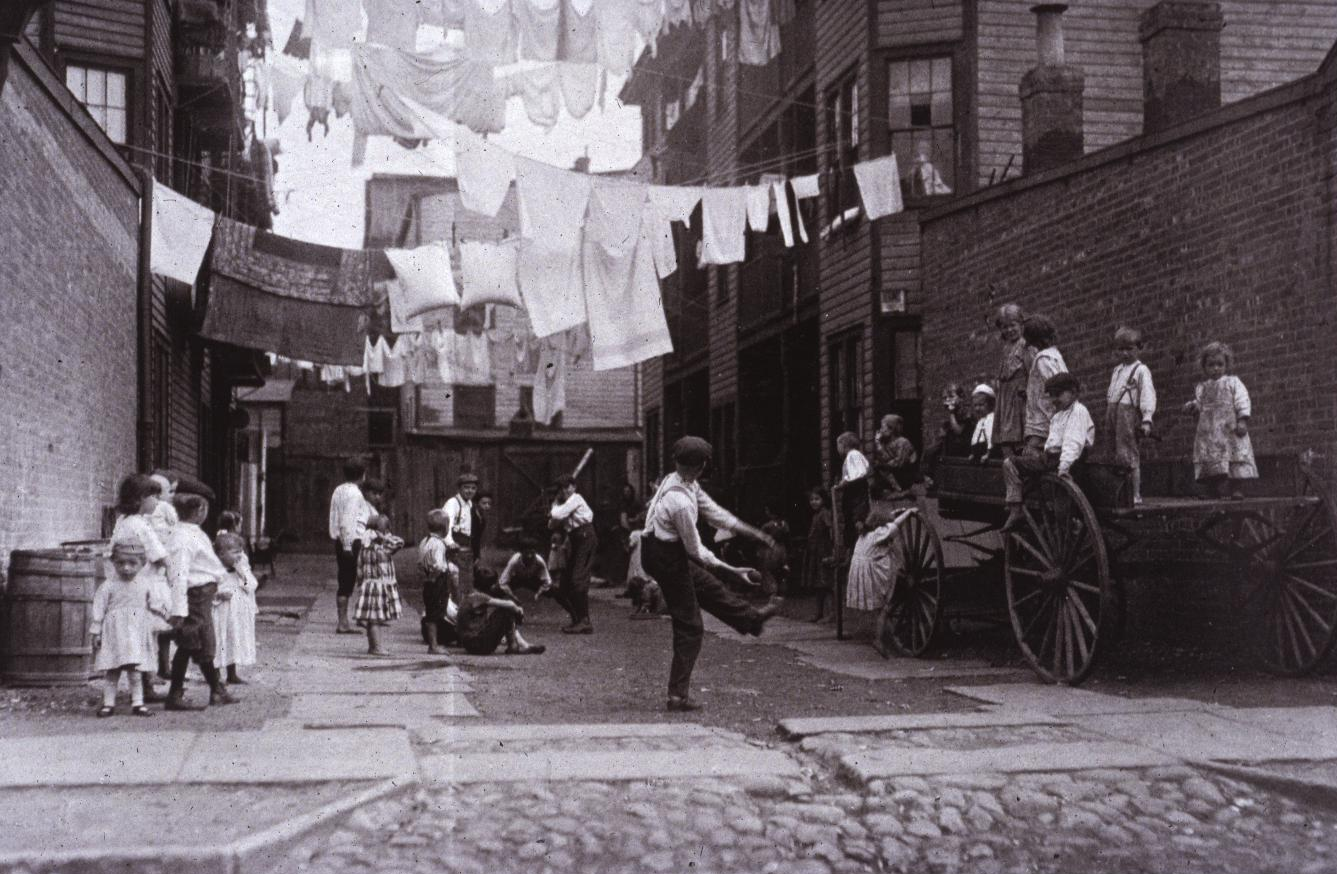
Enfants jouant dans la rue. Au cours du XXe siècle, les enfants jouent de plus en plus souvent dans leur maison et le contrôle parental s’accroît dans les pays occidentaux.
Playground in Tenement Alley, Lewis Hine, 1909, Boston

Des parents veulent s'impliquer dans tous les aspects de la vie de leur enfant, tentent de résoudre tous leurs problèmes et étouffent l'habileté de l'enfant à agir indépendamment et à résoudre ses propres problèmes.
Aux États-Unis, un auteur a décrit ces parents comme des parents hélicoptères, un terme qui s'est largement popularisé. Il est extrêmement proche des expériences et problèmes de ses enfants, et tente de balayer tous les obstacles que l'enfant rencontre, en particulier dans les institutions scolaires. Le terme hélicoptère illustre le fait que les parents gravitent au-dessus de leur enfant de manière rapprochée, en particulier pendant l'adolescence et à l'entrée dans l'âge adulte, alors qu'une entrée graduelle dans l'indépendance et l'auto-suffisance sont essentiels pour le succès du jeune.
Le développement de nouvelles technologies semblerait aggraver ce phénomène en début de XXIe siècle : des parents surveillent à distance leur enfant grâce à des systèmes diversifiés de surveillance vidéo ou des systèmes de géolocalisation portés par leur enfant.

## Autres styles parentaux supposés favorables aux enfants

### Parentalité positive

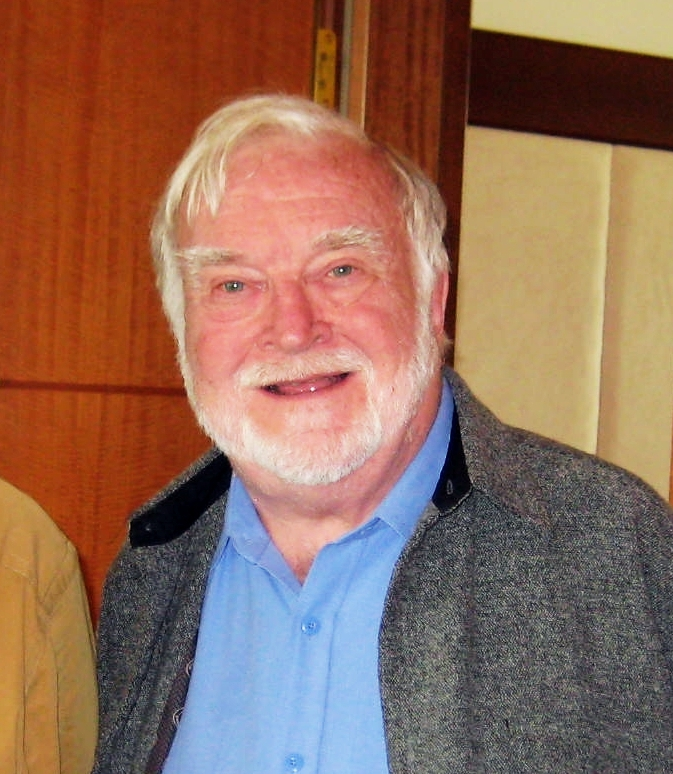
Mihály Csíkszentmihályi, en 2010 : l'un des fondateurs de la recherche sur le flow.

La parentalité positive est née du courant de psychologie positive, lancé en 1998, ciblant les émotions dites positives. Les fondements théoriques se trouvent dans les recherches sur la résilience de Martin Seligman et les recherches sur le flow de Mihály Csíkszentmihályi.
La psychologie positive vise à améliorer la qualité de vie de personnes sans troubles psychopathologiques particuliers : elle vise à aider les personnes à découvrir ou augmenter leur bonheur, leur résilience, leurs émotions positives comme l'amour ou la bienveillance.
Le mouvement a reçu immédiatement un grand retentissement médiatique et commercial - les programmes de coaching, les magazines sur les thèmes positifs et les programmes parentaux dits positifs se sont rapidement multipliés. Plusieurs livres de vulgarisation écrits par les psychologues-chercheurs du courant de psychologie positive sont rapidement devenus des best-sellers en France et ailleurs.
Malgré ce succès populaire, ce domaine d'étude fait l'objet de nombreuses polémiques au sein de la recherche et au sein de la communauté des psychologues et psychiatres,. Les spécialistes, telle que l'Association américaine de psychologie mettent en garde le grand public : malgré le caractère attractif de la psychologie positive et du concept de parentalité positive, les fondements théoriques de ces nouveaux concepts n'ont pas été discutés et étayés scientifiquement dans leurs détails.
Le style parental positif ne fait pas l'objet d'une description ou définition unanime, mais ressemble au style parental directif observé par Baumrind. Il est décrit comme un soutien durable et un guidage parental à travers les stades de développement, une discipline sans châtiments corporels, basée sur le respect des enfants et la communication.
Un vaste programme d'éducation familiale basé sur le principe de parentalité positive, le Triple P (programme de parentalité positive) (en), a été mis en place dans plusieurs pays à titre expérimental.

### Éducation culturelle concertée: encourager aux activités extra-scolaires
Au début des années 2000, Annette Lareau a décrit un type de pratique/ style parental éducation concertée ou éducation culturelle concertée (concerted cultivation). Cette pratique est observée chez des parents qui encouragent et encadrent les talents de leurs enfants par des activités extrascolaires. Les recherches de Lareau se basent sur l'observation ethnographique et les enquêtes approfondies menées sur une douzaine de familles aux États-Unis, dont les origines ethniques et les niveaux socio-culturels varient.

### Slow parentinget parents oisifs: laisser les enfants tranquilles
Du Slow Movement, mouvement « doux » (dont sont issus les concepts tels que la slow food, le slow management, etc.), est né le mouvement dit de slow parenting. Le Slow Movement prône une vie moins rapide et plus écologique (respectant un développement durable), un retour à une vie vue à la fois comme plus naturelle et moins stressante.

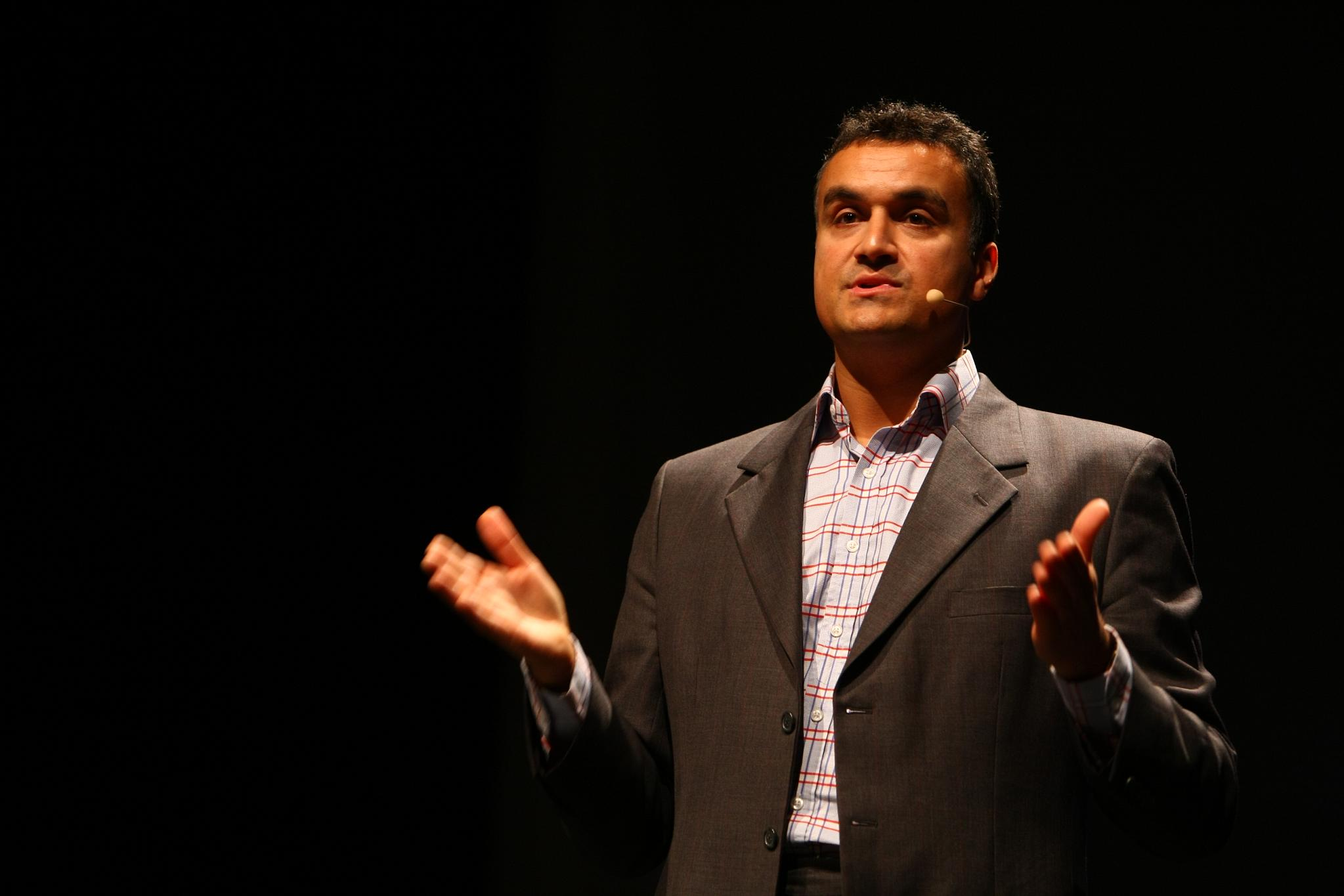
Le journaliste canadien Carl Honoré, lors d'une conférence.

Le journaliste canadien Carl Honoré a publié le livre (In Praise of Slow (en)) où il explique et défend une approche qualifiée par la suite de slow parenting,. Bien qu'il n'ait pas utilisé ce terme dans son livre Under Pressure (traduit en français sous le titre « Laissez les enfants tranquilles »), ce livre est devenu « une bible » pour ce mouvement selon The New York Times (2009). Le slow parenting consiste à moins organiser et moins planifier pour permettre aux enfants de profiter de temps libre et explorer le monde à leur rythme. Les jeux électroniques sont limités, les jouets sont volontairement plus simples (le mouvement tente d'éviter ou limiter l'influence du marketing et tout ce qui génère une surconsommation). Les enfants sont encouragés à développer leurs intérêts ; le temps en famille est encouragé et l'enfant est encouragé à prendre des décisions.
Au Royaume-Uni, le journaliste Tom Hodgkinson, se référant à Rousseau et à D. H. Lawrence, défend l'idée d'un Idle Parenting (parents oisifs) à travers ses livres et publications destinées au grand public.
Ce mouvement semble né d'un désir d'éviter les stress des parents et des enfants qui surchargent leurs emplois du temps par de nombreuses activités, et est encouragé par certains psychologues dans ce cadre.

### Questions scientifiques restant non résolues
Le modèle de Baumrind est devenu un modèle de référence présenté dans nombre de manuels de psychologie et de livres d'éducation parentale, aux côtés des modèles d'Alfred Baldwin (1948) et Wesley. C. Becker (1964). Ils sont néanmoins incomplets car plusieurs questions ne sont pas résolues,.
Par quels mécanismes le style parental directif ou démocratique (authoritative parenting) influence-t-il l'enfant efficacement ? Quels aspects de la réactivité et de l'exigence parentales sont particulièrement bénéfiques ou nocifs ?
Les styles parentaux varient en fonction des cultures, de même que leur influence. L'influence de ces différences reste controversée et les résultats des études sur des minorités ethniques ne mènent pas à des résultats clairs dont l'interprétation ferait consensus,.
Les travaux menés cherchent également à déterminer dans quelle mesure les parents ou les enfants sont à l'origine des effets observés chez les enfants. Ainsi plusieurs auteurs observent que le tempérament d'un enfant a une influence sur le style parental. Il est en effet possible qu'un bébé difficile auquel une mère peine à s'adapter influence le type d'attachement créé.
Ces questions sont au cœur des recherches actuelles.
Sur les plans social, médical et psychologique, beaucoup de questions restent également à éclaircir. L'étude des styles parentaux a des implications importantes sur l'éducation parentale en général. Dans le domaine de la pathologie, les théories et observations faites sur les parents abusifs peuvent influencer le repérage des familles maltraitantes ou la prise en charge des enfants, adolescents ou adultes, victimes d'abus et de maltraitance durant leur enfance.